# Incendio forestal en Bolivia de 2019
El incendio forestal en Bolivia de 2019 hace referencia a una serie de incendios ocurridos entre julio y octubre de 2019, considerado como uno de los más graves desastres ecológicos en los últimos 10 años.
Los incendios se localizaron en las regiones tropicales del bosque Chiquitano —considerado como un bien público de nuestro planeta—, la Amazonia boliviana y el Pantanal occidental, que afectó a poblaciones como Roboré, Puerto Busch y San Ignacio de Velasco de entre las ocho regiones implicadas directamente en el departamento de Santa Cruz y también en el departamento del Beni en Bolivia. Así mismo puso en peligro reservas municipales como Tucabaca, el Parque nacional Noel Kempff Mercado o Ñembi Guasu, territorio de pueblos ayoreos no contactados. Este evento significó la pérdida de cinco millones de hectáreas de bosque seco de la Chiquitanía cuya vocación de suelo es forestal y que en los últimos años está siendo convertido en suelo de producción agropecuaria sin consulta previa con las comunidades que habitan la región.
Los incendios provocados por acción humana directa son una importante razón de pérdida de bosque en la cuenca amazónica. Esta situación ha suscitado una polémica sobre el rol del Gobierno en el control y las medidas de prevención  que derivaron en lo que expertos califican como uno de los desastres más complicados de Latinoamérica. De la misma manera se han criticado las acciones asumidas para el control del desastre, tales como la negativa inicial de solicitar ayuda internacional durante la crisis.

## Antecedentes

### Ampliación de la frontera agrícola y tierras para ganadería

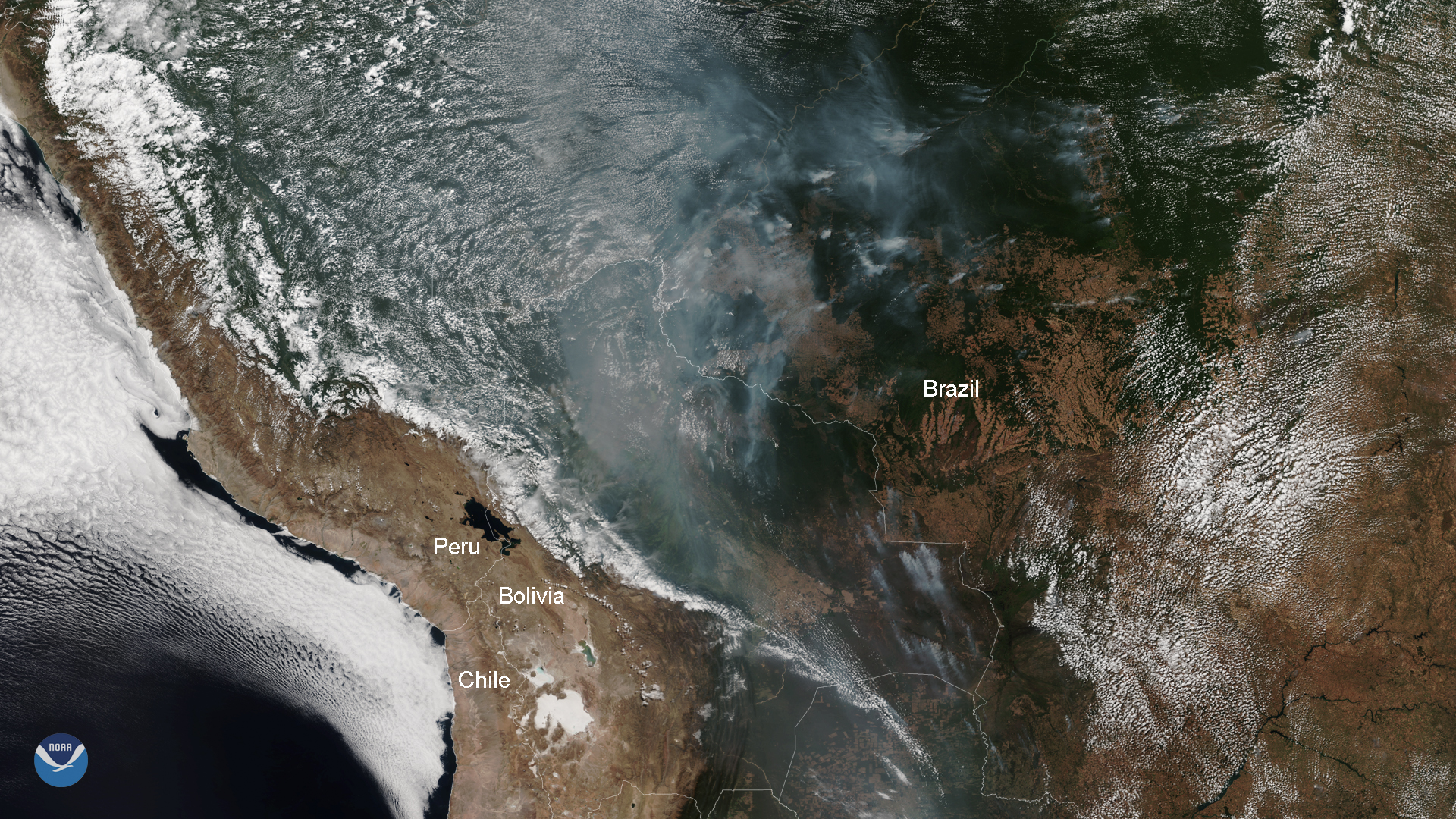
Imagen satelital mostrando el humo de los incendios en Bolivia y Brasil (agosto de 2019).

A finales del siglo XX y comienzos del siglo XXI, la frontera agrícola en Bolivia se fue ampliando velozmente,  especialmente en los departamentos de Santa Cruz y Beni, causando deforestación y sabanización de territorios para su habilitación como espacios de crianza de ganado y cultivos de exportación, siendo afectados bosques tropicales, pastizales y cañaverales. Una de las prácticas más extendidas para la remoción de vegetación es el denominado chaqueo, práctica consistente en quemar la cobertura vegetal similar a tala y quema.
Un reporte de la Fundación Friedrich Ebert Stiftung (FES) de 2010 situaba a Bolivia entre los países con más altos índices de deforestación casi triplicando el índice del Brasil, bajo ese ritmo de pérdida de bosques se preveía la desaparición de los bosques en Bolivia para 2100.
El 26 de abril de 2019 el canciller Diego Pary y el ministro de la Administración de Aduana de China, Ni Yuefeng firmaron un protocolo para exportar 20 mil toneladas de carne a China, lo que significa 75 millones de dólares de ganancia para el país, para eso se necesita expandir de las 13 millones de hectáreas de uso ganadero a 20 millones como dice el plan de Desarrollo Pecuario 2020-2030, que fue presentado por los ganaderos al Presidente de Bolivia. Miguel Ángel Crespo, experto en agroecología adelanta que ese tipo de agroextractivismo se agudizan las sequías, inundaciones, cambios climáticos, aparición de plagas, erosión de suelos. Según Natalia Calderón, directora de la Fundación Amigos de la Naturaleza (FAN), el 60 % de la deforestación se debe a la ganadería, y se detectó que la expansión en la deforestación son significativas en Charagua y la Chiquitania en Santa Cruz, esto se conoció el 5 de julio.
Juan Carlos Ojopi, miembro del Comité Defensor de la Amazonía de la cuenca del río Madera en el departamento de Beni manifestó su rechazo rotundo pues avala la deforestación de las tierras que ellos mismos estaban reforestando y temen que todo su trabajo e va a desmontar y quemar. Un informe de la Red Amazónica de Información Socioambiental Georeferenciada (RAISG) dice que Bolivia entre 2005 y 2018 perdió 18,7 millones de hectáreas de bosques por desmontes e incendios.

### Legislación relacionada
El 26 de febrero de 2001, el entonces presidente de Bolivia, Hugo Banzer Suárez, autorizó por medio del Decreto Supremo 26075 «aprovechamiento forestal permanente» en los departamentos de Santa Cruz y Beni.
El 30 de septiembre de 2015, durante el gobierno de Evo Morales, se promulgó la ley 741 en la que se aprobó la ampliación de desmonte de 5 a 20 hectáreas por comunario. Con la aprobación de la ley 1098 de Etanol y Aditivos de origen vegetal, se autoriza el uso de semillas transgénicas que resisten las sequías.

El 9 de julio de2019, en Beni, se aprueba el decreto supremo 3973 que en parte dice:
«ARTÍCULO 5.- En los departamentos de Santa Cruz y Beni, se autoriza el desmonte para actividades agropecuarias en tierras privadas y comunitarias, que se enmarque en el Manejo Integral y Sustentable de Bosques y Tierra, conforme a los instrumentos de gestión específicos aprobados por la Autoridad de Fiscalización y Control Social de Bosques y Tierra – ABT, y sus Planes de Uso de Suelo vigentes. En ambos departamentos se permite las quemas controladas de acuerdo a reglamentación vigente, en las áreas clasificadas por el PLUS que así lo permitan».
Queda como responsable de su ejecución y cumplimiento el ministro de Estado en el Despacho de Medio Ambiente y Agua.

### Ocupación de tierras
El 30 de marzo de 2019 en San Miguel de Velasco se reunieron alrededor de 1000 personas que se sentían amenazadas por la llegada de gente ajena al lugar que llegaban con autorización del INRA para que 69 comunidades se asienten en 130 mil hectáreas de la Chiquitanía. Se denunció la impotencia de los pobladores al ver que esta gente mataba a su ganado y quemaba sus tierras. Óscar Hugo Dorado Flores, alcalde de San Miguel dijo que no autorizó ninguna de esas acciones. Aida Gil, dirigente de la Organización Indígena Chiquitana (OICH) fue acusada de promover lo que para los lugareños es un avasallamiento.

### Incremento de incendios en 2019
En la primera semana de agosto de 2019 se registraron 2351 incendios en Santa Cruz, mientras que en la gestión 2018 se habían registrado alrededor 2858 en la totalidad del mes.

## Cronología

### Julio
- El 13 de julio se registró el mayor número de incendios en el departamento de Santa Cruz, 1065 en Buena Vista.[23]
- El 26 de julio ReliefWeb, el sitio web de la ONU para el monitoreo de emergencias, indica que el 28 % del territorio de Santa Cruz se encuentra con un riesgo muy alto de incendio forestal y que un 5 % se encuentra en riesgo extremo.[24]
- El 31 de julio ReliefWeb reporta que el 46 % del departamento de Santa Cruz se encuentra en riesgo extremo de un incendio forestal.[25]

### Agosto
- El 3 de agosto ya se registran 30 000 hectáreas quemadas en Roboré, y 300 en San José de Chiquitos.[26]
- El 4 de agosto se empiezan a notar las consecuencias en Santa Cruz, la ciudad se ve cubierta de humo.[27]
- El 5 de agosto la gobernación de Santa Cruz pidió un helicóptero para apagar el fuego en San José de Chiquitos, las alarmas se activaron para San Javier y San Ignacio de Velasco.[28] Cliver Rocha, titular nacional de la ABT, reconoció que la situación podía salirse de control debido a los factores climatológicos.[29]
- El 6 de agosto los soldados que estaban en la zona de Pailón fueron retirados por órdenes superiores. Guillermo Capobianco, director de Seguridad Ciudadana, dice que el fuego estaba en zonas muy poco accesibles y que se insistiera al Ministerio de Defensa para colaborar con acciones aéreas[30] ya que el incendio estaba descontrolado y dificultando su extinción.[31]
- El 7 de agosto se encendió una alerta roja por incendios en Santa Cruz, para lo cual se alistó un helicóptero Baby Bucket con capacidad de 400 litros. Ese día la ABT puso a consideración hacer una pausa administrativa; eran 15 los municipios a los que el incendio llegaba, el 63 % de ellos en Santa Cruz.[29]
- El 8 de agosto, Óscar Cabrera, viceministro de defensa civil en conferencia de prensa manifestó que se iniciaron labores de reconocimiento para ubicar fuentes de agua y ver la magnitud del desastre.[32] Germaín Caballero, alcalde de San José, pidió que se declarara la emergencia para poder gestionar ayuda nacional e internacional.[33]
- El 13 de agosto Roboré se declaró en desastre. Carlos Ragone explicó que ya había más de 25 000 hectáreas quemadas.[34]
- El 15 de agosto Cinthia Asin, secretaría de Medio Ambiente de la Gobernación de Santa Cruz declaró que la medida de la ABT por frenar las autorizaciones de quema no tenían ningún resultado.[35]
- El 16 de agosto era imposible transitar por la carretera del corredor bioceánico; la humareda era arrastrada por los fuertes vientos. Los helicópteros a pesar de tener ciertas dificultades pudieron hacer descargas de agua sobre varios incendios dispersos.[36]
- El 17 de agosto el fuego entra al área protegida de Tucabaca, tras 20 años desde que esta zona no se quemaba. La única forma de aplacar el incendio era vía aérea. San Lorenzo, toda la zona de Aguas Calientes, Naranjo y la zona de Chochis se encuentran en riesgo. José Justiniano, secretario de la comunidad de El Portón explicó que los bomberos ya no podían hacer nada. Solo pidieron a la gente salir de sus casas para que no corran riesgo.[37]
- El 18 de agosto el ministro de Defensa, Javier Zavaleta López y el gobernador de Santa Cruz, Rubén Costas se encontraron en la zona para evaluar la situación.[38]
- El 21 de agosto, Evo Morales crea un gabinete para emergencia ambiental y el ministro de economía Luis Arce Catacora ordena la contratación del avión denominado Evergreen 747 Supertanker.[39] El ministro de Defensa, Javier Zavaleta, explica que es la primera vez que en Bolivia se utiliza este tipo de avión necesario porque los lugares de incendio eran inaccesibles.[40]
- El 27 de agosto, la Fundación Amigos de la Naturaleza (FAN) anunciaba que se habían quemado 1,8 millones de hectáreas en lo que iba del año en Bolivia;[41] ese mismo día el Presidente anuncia una pausa ecológica que prohíbe la venta de tierras.[42] A su vez, la Autoridad de Bosques y Tierras (ABT) extendió el plazo para los planes de desmonte y quemas en Santa Cruz.[43]
- El 29 de agosto varios especialistas descartaron que el fuego viniese desde el Amazonas, apuntando como responsables a las comunidades que se asentaron en la zona.[44]
- El 30 de agosto Gonzalo Colque, presidente de la Fundación Tierra afirma que el 70 % del territorio quemado son predios fiscales y de propiedad de empresas agropecuarias que corresponden a la ampliación de la frontera agrícola y ganadera con fines comerciales, para exportar soya y carne bovina. Roly Aguilera, secretario general de la Gobernación de Santa Cruz, determinó que estos predios fueron dotados por el Instituto Nacional de Reforma Agraria (INRA) a comunidades campesinas, indígenas e interculturales cuyo uso debería ser forestal y no agropecuaria lo que se determinaba como una dotación ilegal.[45] En agosto se determinan 84000 focos de incendio en Santa Cruz.[46]

### Septiembre
- El 4 de septiembre Diego Pary, ministro de Relaciones Exteriores dijo que ya se había alcanzado la suma de 11 millones de USD destinados a atender la emergencia.[47]
- El 5 de septiembre Rafael Álviz, alcalde de San Rafael, ratificó que el fuego superó la capacidad para controlar el fuego en su municipio, por ello es declarado en desastre.[48]
- El 6 de septiembre la Gobernación de Santa Cruz anunció la compra de 200 litros de retardantes de fuego a pedido de los bomberos y voluntarios que ya se encontraban cansados teniendo en cuenta que el lunes había 5 focos de calor y ese viernes subieron a 51.[49] El presidente de AMDECRUZ, Rodolfo Vallejos aseguró que llegaban a 1 700 000 las hectáreas quemadas solo en la Chiquitania. Rafael Álviz expresó su preocupación al decir que nunca estuvieron preparados para afrontar un incidente como este.[48]
- El 7 de septiembre se quemaron 50 hectáreas en Guarayos en un terreno de desmonte ilegal, las autoridades se movilizaron para dar con el paradero del dueño de la propiedad.[50] Pablo Suárez, un bombero voluntario de La Paz falleció durante la jornada; era parte del grupo Ajayu Civiles de La Paz que trabajaban con el SAR-Bolivia;[51] el voluntario entró al área de Concepción, específicamente en Palestina. La causa de su muerte fue un infarto[52] tras haber tenido una jornada de trabajo en condiciones extremas;[53] se declaró duelo departamental en Santa Cruz en su honor.[54] Ese día se registraron 10 incendios en San Ignacio de Velasco, 9 en San Matías y 9 en Concepción, en la comunidad Villa Nueva, en Concepción, los sembradíos de plátano y yuca corren riesgo. También se identifican focos en San José de Chiquitos, San Antonio de Lomerío, San Rafael, Roboré, Charagua, San Miguel, Puerto Suárez, San Javier y en Carmen Rivero Torres.[55]
- El 8 de septiembre había temor entre los pobladores de San Matías porque el fuego estaba muy próximo a la zona del Área Natural de Manejo Integrado San Matías, territorio de la Paraba Azul que se encuentra en peligro de extinción.[56] En Roboré se le da un últimatum al Gobierno para que declare desastre nacional.[57] Se afirma que ya son 2,1 millones de hectáreas quemadas.
- El 9 de septiembre se registran dos millones de hectáreas afectadas por los incendios, 900 000 hectáreas en áreas protegidas. Según el Gobierno, se cuenta con un Boeing Supertanker, 50 cisternas, 15 helicópteros, avionetas, más de 200 vehículos y alrededor de 7000 bomberos brigadistas y voluntarios.[58]
- El 10 de septiembre Enrique Bruno, director del Centro de Operaciones de Emergencia (COED) divulgó que expertos internacionales aseveran que lo que ocurre en la Chiquitania es anómalo y nunca fue visto antes, que se necesita maquinaria especial para apagar el fuego.[59] El gobernador de Santa Cruz, Rubén Costas, convocó al ministro de Defensa, Javier Zavaleta, una reunión para coordinar con expertos internacionales.[60] En Ñembi Guasu ya se quemaron 350 mil hectáreas del total de 1 207 850,2 hectáreas.[61] Se determina que casi la mitad de las áreas afectadas pertenecen a territorios protegidos.[62] Favio López, alcalde de San Matías declaró que existían 10 comunidades amenazadas, también aseveró que el fuego es incontrolable y que no se tiene experiencia en este tipo de desastres. También corren riesgo la gente de la comunidad de Yororobá, Quitunuquiña y Gavetita, se pide evacuación. José Ávila, director de Planificación del Gobierno Indígena Campesino de Charagua, declaró que no sirve tener bomberos cuando el fuego es incontrolable, las llamas llegan a tener 30 metros de altura lo que puede ser peligroso para la gente que trabaje en la zona, exigen ayuda aérea.
- El 10 de septiembre Oswaldo Maillard, de la Fundación para la Conservación del Bosque Chiquitano (FCBC), dijo que «las columnas de humo son de más de 4000 metros de altura, denominados Cumulonimbus flammagenitus o pirocúmulos que pueden permanecer ahí meses o años, solo se dan en actividad volcánica, detonación de armas nucleares o incendios de gran magnitud, esto se evidenció tras el análisis de expertos e informes de la NASA».[63] Se conoce a este tipo de incendios como de sexta generación pueden llegar a quemar 400 000 hectáreas en dos días.[64] Se registraron 58 incendios activos en 12 municipios cruceños. San Ignacio, San Matías y Concepción como los más afectados. El Supertanker no operó, el helicóptero Chinook hizo descargas en San Ignacio de Velasco. El Ilyushin realizó dos descargas en la localidad Fin del Mundo, de Puerto Suárez.[65]
- El 11 de septiembre se conoce que según reportes del asambleísta Alcides Villagómez, en San Matías el fuego arrasó ocho casas en la comunidad Minador Altavista, en la Candelaria tres viviendas en propiedades ganaderas se incendiaron, en total: 11 viviendas calcinadas. El fuego llegó a los tendidos eléctricos y dejó sin electricidad a nueve comunidades.[65] Un grupo de 16 expertos internacionales se reunió con autoridades nacionales y de la Gobernación de Santa Cruz, apuntaron que el incendio en la Chiquitanía es uno de los peores que han visto y se necesita cambiar de estrategia. Los incendios más grandes se dan en Charagua, Concepción, San Antonio de Lomerío, San Ignacio de Velasco, San José de Chiquitos, San Matías y San Rafael. Mario Araníbar, bombero del SAR, se quejó de que el Gobierno manda a soldados que no tienen capacitación para las acciones contra el fuego. Reynaldo Flores, responsable de la Fundación de Conservación del Bosque Seco Chiquitano, aseguró que es el más grave que se dio en Sudamérica y sin una declaratoria de desastre no se lo puede enfrentar adecuadamente.[66]
- El 12 de septiembre el fuego se encuentra a un kilómetro de la zona urbana, se realizó la evacuación de familias en Urucú, Limoncito, San Pedro y Yororoba.[67]
- El 15 de septiembre Cinthia Asin, Secretaría de Medio Ambiente de la Gobernación de Santa Cruz declara que en el departamento de Santa Cruz ya se han quemado 2 440 000 hectáreas; de ese total 1 150 000 corresponden a las áreas protegidas, los lugares más afectados son San Ignacio de Velasco, Concepción y San Matías.[68] A nivel nacional son 2,9 millones de hectáreas quemadas según la Fundación Amigos de la Naturaleza (FAN) en las que a 20 de las 22 áreas protegidas llegó el fuego.[69]
- El 16 de septiembre inicia la X Marcha de las Naciones Indígenas que exigen la abrogación de la Ley 741 y el decreto supremo 3973.[70] Desde la Gobernación de Santa Cruz se pide la declaratoria de desastre nacional ante la muerte de tres bomberos y falta de capacidad técnica y logística para afrontar los incendios.[71] El fuego se encuentra a 25 km del Parque Noel Kempff Mercado, el incendio que inició en San Ignacio avanzó hasta la zona y con el cambio de viento se acercó hacia ese territorio. Son 2,7 millones de hectáreas quemadas en Santa Cruz, el 46 % de la superficie quemada son áreas protegidas, diariamente se queman 100 hectáreas.[72]
- El 17 de septiembre se conoció que el fuego estaba a 18 km de la reserva protegida Parque Noel Kempff y está amenazada por una cortina de fuego de 45 kilómetros de largo. La hacienda ganadera Charleston cerca de San Miguelito fue consumida por el fuego íntegra, con sus animales.[73] Las familias afectadas por los incendios son 4472 y las damnificadas, 161.[74] Los municipios con mayor superficie quemada en Santa Cruz son:
  - San Matías (449 287 ha)
  - Charagua (348 573 ha)
  - San Ignacio de Velasco (289 013 ha)
  - Puerto Suárez (208 709 ha)
  - San José de Chiquitos (183 741 ha)
  - San Rafael (180 106 ha)
  - Roboré (122 335 ha)
  - Carmen Rivero Torrez (110 517 ha)
  - Concepción (84 569 ha).
- Las áreas protegidas más afectadas son:
  - San Matías (337 785 ha)
  - Otuquis (265 513 ha)
  - Ñembi Guasu (270 837 ha)
  - Tucabaca (34 268 ha)
  - Laguna Marfil (26 861 ha)
- Los bosque quemados corresponden al 42 % del total.[75]
- El 18 de septiembre la Fundación Amigos de la Naturaleza (FAN) declara que hasta la fecha ya hay 4,1 millones de hectáreas quemadas en todo el país, con base en las imágenes satelitales de la NASA y la agencia europea ESA, un territorio que puede ser comparado con Suiza. En Santa Cruz son 3 077 332 hectáreas quemadas, en Beni 879 495, La Paz, 142 134 y en el resto de Bolivia, 30 429.
- El 19 de septiembre el fuego llega a Cuatro Cañadas, quemando alrededor de 300 hectáreas.[76]
- El 20 de septiembre se conoce que la capacidad de los bomberos está disminuida a la mitad (1292) de lo que tenía en agosto (2300) y existe desaliento porque después de apagar el fuego este es reavivado. Se registraron 3 millones de hectáreas quemadas en Santa Cruz.[77]  Los vientos con ráfagas de 50 y 90 km por hora, sequedad del bosque y temperaturas altas hacen que la labor de los bomberos sea peligrosa.[78] Son 47 incendios en 13 municipios de la zona de la Chiquitania. Son más de tres millones de hectáreas en la zona que ya han sido afectadas.[79]
- El 21 de septiembre se sdio a conocer que en Roboré existió un promedio de 500 bomberos, entre personal del Ejército, forestales, de la Gobernación y voluntarios. El los 12 municipios afectados hubo alrededor de 7000 soldados del Ejército, 2500 voluntarios, hay algunos que se encuentran desde el 20 de julio, cuando se emitió la primera alerta.[80]
- El 22 de septiembre la concejal y responsable del Centro de Operaciones de Emergencia Municipal de San Javier, Lourdes Morales, informa que el incendio en la Serranía San Lorenzo amenaza a la toma de agua que provee de este líquido a 8000 personas en la Chiquitanía. Apunta a que los responsables de esos incendios son gente que no pertenece a la zona.[81] Yovenka Rosado, coordinadora del Programa de Incendios Forestales de la Gobernación de Santa Cruz, indica que el municipio más afectado es el de Concepción. Esta jornada se registran 49 incendios los que permanecen activos en 14 municipios.[82]
- El 24 de septiembre cae lluvia en Ñembi Guasu según el veterinario Jerjes Justiniano, en Chochis también llueve como informa el secretario general del municipio de Roboré, Carlos Ragone.[83]
- El 25 de septiembre se conoce que los daños provocados en los bosques primarios son irreversibles, según Sandra Quiroga, jefa de la carrera de Ingeniería Ambiental de la privada Universidad Nacional Ecológica de Santa Cruz. Más de 2 millones de animales murieron hasta la fecha. Los incendios todavía no están controlados.[84][85]
- El 26 de septiembre existe contradicciones entre el reporte de las Fuerzas Armadas con el del Centro de Operaciones de Emergencia Departamental (COED), en el primero se asegura que la situación está controlada, mientras que en el segundo señala que hay más incendios.[86] Después de las lluvias del día anterior el fuego en Roboré se alivianó, según los protocolos para declarar extintos los fuegos se tiene que esperar 24 horas. Concepción y San Antonio del Lomerío pasan a ser prioridades.[87] Se conoce que la temporada de lluvias inicia en noviembre aunque en octubre puede haber algunas precipitaciones, según Cristina Chirinos, meteoróloga del SENHAMI, la lluvia que cayó fue muy escasa.[88] La presidenta del Concejo Municipal de Santa Cruz, Angélica Sosa, pidió al vicepresidente sumar ayuda internacional mediante una declaratoria de desastre nacional cuando ya son 3,3 millones de hectáreas afectadas en Santa Cruz.[89]

### Octubre
- El 3 de octubre cae lluvia copiosamente en la Chiquitanía, lo que provoca el cese de fuego en muchas zonas, siguen trabajando 1.217 brigadistas, se empieza a considerar el abandono del avión supertanker de Bolivia[90]

## Respuesta del Estado

### Técnicas para sofocar los incendios
Durante el desarrollo del desastre se han utilizado diferentes técnicas para sofocar los incendios, entre ellas: cortafuegos, líneas negras, apoyo del avión Supertanker, helicópteros de apoyo y principalmente estrategias en tierra desarrolladas por bomberos y voluntarios. Las mismas se han visto sobrepasadas por el incendio al que se ha catalogado como de sexta generación y cuyos fenómenos asociados causan preocupación y lo caracterizan como uno de los fenómenos más complicados de Latinoamérica; se identificaron columnas de calor y humo de hasta 4000 m de altura.

### Insuficiencia de las acciones
El 10 de septiembre expertos internacionales sobrevolaron la zona del desastre junto a Enrique Bruno del Centro de Operaciones de emergencia y mencionaron la necesidad de cambiar de estrategia para controlar los incendios y evitar el surgimiento de fenómenos asociados. Los expertos provenientes EUA, Costa Rica, Ecuador y otros países declararon no haber visto un incendio de tal magnitud en los bosques ecuatoriales y señalaron 4 factores que propiciaron el surgimiento de un incendio de tal magnitud: la sequía, altas temperaturas, vientos e incidencia humana.

Los expertos afirman que el desastre es extremo y sugieren el uso de maquinaria pesada para implementar corta fuegos a distancia. Según refirió Enrique Bruno:
«Ellos tienen una propuesta, la única propuesta fiable significa todo el trabajo con maquinaria haciendo líneas de cortafuego a distancia, se van a necesitar muchas máquinas, necesitamos más orugas en todos los lugares del incendio. Esta es una prioridad y el Gobierno lo debe tomar como tal, porque ya esto no da abasto».
 Al 17 de septiembre hay tres frentes de incendio según el técnico en monitoreo y biólogo Suri Cabrera Barea:
1. Norte, en el distrito Yacuses: las llamas se encuentran entre 3 y 20 km de distancia, se encuentra el jefe de protección del área, cuatro guardaparques y dos voluntarios.
2. Sureste, en el distrito San Juan: un tractor oruga que limpia 15 km cuadrados, cuatro guardaparques y 30 soldados.
3. Oeste, en el distrito de Charagua: no existe personal ni atención, la velocidad de las llamas es incontrolable, ahí está Ñembi Guasu y está en una situación crítica por ser zona de difícil acceso.

Se buscan focos de incendios por tierra y vía satelital, cuando los vientos son de sur baja el fuego y son imperceptibles pero cuando vuelca a norte se descontrola, muchos focos se multiplican y se reactivan los que habían sido combatidos, el experto apunta:
«El personal es insuficiente para la cantidad de focos que se multiplican, principalmente en los días con mayor temperatura y viento. Se necesita bomberos voluntarios con la mayor autonomía posible, voluntarios con drones que colaboren en la identificación de los puntos de calor, más orugas (el fuego necesita ser detenido con maquinaria pesada), más cisternas, motosierristas con su herramienta, uniformes para bomberos voluntarios, herramientas, mochilas».
 Comunarios, bomberos y voluntarios denuncian que hay falta de maquinaria y equipos, y eso hace que la lucha contra el fuego sea mucho más larga. Además que sufren de quemaduras al tratar de apagar el fuego

### Cambio de estrategia
A partir del miércoles 11 de septiembre se cambió la estrategia creando grandes brechas con maquinaria pesada en las cercanías de las poblaciones de Limoncito y Roboré.

### Acciones políticas
El 2 de septiembre el presidente Evo Morales se reunió con expertos internacionales en el que trabajaron en un plan de prevención, acción inmediata sobre los incendios y recuperación post Chiquitanía. De él participaron:
- Banco Mundial
- Banco Interamericano de Desarrollo
- Organización de Naciones Unidas
- Unión Europea
- Embajada de Estados Unidos
- El embajador de Gran Bretaña.

En la planificación se tiene en cuenta el equipamiento para monitorear los desastres y la capacitación de comunarios.
El vicepresidente Álvaro García anunció que ya son 23 millones de dólares los que se usaron para mitigar el fuego, y que no existe límite en el presupuesto. Manuel Canelas, Ministro de Comunicación explicó que se está elaborando un plan post-incendio.

## Consecuencias y daños

### Muerte de voluntarios
El 7 de septiembre falleció Pablo Miguel Suárez Núñez, de 34 años, bombero voluntario que había viajado desde La Paz para colaborar con las labores en Santa Cruz. La madre del occiso declaró que se sintió abandonada por el Gobierno y señaló que los trabajos se hicieron de manera precaria y que por lo menos debieron tener un doctor cerca de los bomberos.
El sábado 14 de septiembre fallecieron los bomberos Dylan Vega, Renzo Flores, ambos de Santa Cruz y José Elmar Roca Núñez de San Ignacio de Velasco, ahogados en el atajado de la propiedad Campeche, mientras se encontraban en descanso. En Santa Cruz la gobernación decretó duelo departamental y realizó un homenaje póstumo.

### Poblaciones cercanas
El Incendio forestal ha causado diferentes niveles de daño en comunidades cercanas a las áreas llegando a encontrarse a una distancia de 1 km de centros poblados como Roboré, hasta el 5 de septiembre de 2019 se habían identificado al menos 4472 familias afectadas y 171 familias damnificadas por el desastre.

### Áreas forestales
Según Ever Durán, presidente del Colegio de Ingenieros Forestales de Santa Cruz (CIF-SC), se necesitarán 200 años para reforestar la Chiquitanía. Según el Colegio de biólogos de La Paz, junto a 80 instituciones, manifestaron que al menos 40.000 árboles fueron afectados, entre ellos roble, cedro, soto, tarará y yesquero; hasta septiembre se estima que se perdieron 40 millones de árboles; según la Fundación para la Conservación del Bosque Seco Chiquitano (FCBC) el valor económico de pérdida sería alrededor de 1140 millones de dólares.
Erwin Villagómez, directivo de los veterinarios, explicó que las zonas afectadas son sensibles y tienen que ser inmovilizadas, los humedales y corrientes de agua que hay en la zona representan las únicas fuentes agua que hay en la zona. El 59,92% del territorio afectado son sabanas inundables.

### Comunidades indígenas
Uno de los territorios que corre peligro es la comunidad ayorea de Santa Teresita, que se encuentra a 10 km de la zona del fuego.
Más de 400 comunidades Indígenas fueron afectadas por los incendios.[cita requerida]
Francisca Matos, presidenta de la organización indígena de la comunidad Sañorama de San Ignacio de Velasco, Rosa Pachurí Parabá, presidenta de la Organización de Mujeres Rafaeleñas de Velasco (OMIR) y Marina Justiniano, presidenta de la Organización de Mujeres Indígenas Chiquitanas de Roboré quienes se encuentran en la ciudad de Santa Cruz visibilizando las problemáticas en sus comunidades el 20 de septiembre explican que hace más de cinco meses que no llueve en sus comunidades, el fuego se encuentra en Limones y sus familias corren riesgos y que tuvieron que llegar a la ciudad en búsqueda de ayuda, pues lo que llega es para los bomberos pero no para las comunidades indígenas. Se vieron obligadas a vender los animales que tenían a precio muy bajo antes que verlos morir por falta de alimento y agua. Todas son madres de familia que tuvieron que dejar la tranquilidad de sus vidas en el campo afectadas por la preocupación en sus comunidades.
34% del territorio quemado en Ñembi Guasu representa a la zona donde habita indígenas en aislamiento voluntarO

### Denuncia de Paraguay
El 2 de octubre la Cámara de Diputados de Paraguay pidió reuniones formales con el ejecutivo de Bolivia debido a que los incendios en la frontera del Chaco, fue iniciado en Bolivia gracias al decreto autorizado por Evo Morales. Quien impulsó esta resolución fue el legislador Carlos Sebastían García, del Partido Patria Querida (PPQ - Capital), en aquel país el fuego impactó a un millón de hectáreas. Víctor Borda (MAS), presidente de la Cámara de Diputados, los acusó de entrometidos y que no habrá ningún tipo de resarcimiento.

### Áreas protegidas

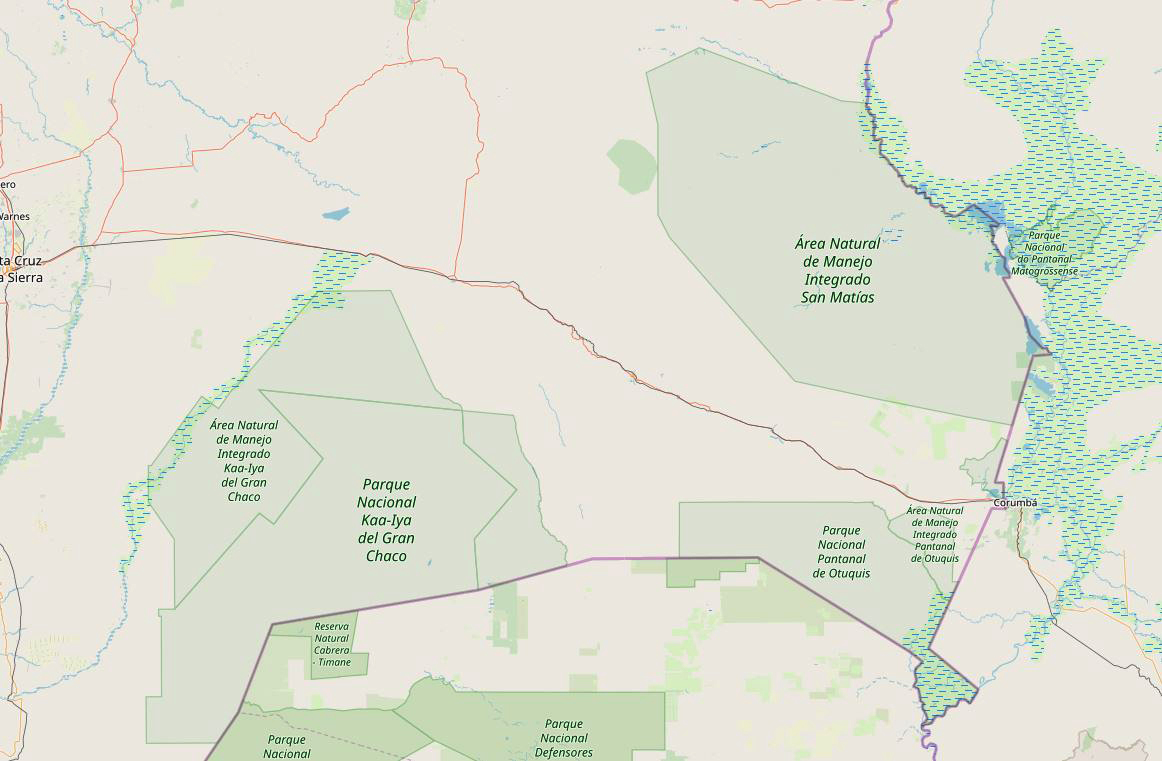
Áreas protegidas en el Departamento de Santa Cruz.

Las áreas protegidas afectadas de manera directa fueron Otuquis (135 392 ha), San Matías (124 749 ha), Tucabaca (25 780 ha) y Ñembi Guasu (187 787 ha). Los expertos en el área han identificado un total de 10 áreas protegidas en peligro, sumándose seis a las ya citadas, estás son:
- Parque histórico Santa Cruz la Vieja
- Laguna Marfil
- Reserva Municipal de San Ignacio
- San Rafael
- Kaa Iya
- Parque Noel Kempff[110]

### Fauna silvestre

#### Refugios
El 21 de agosto se instaló un refugio temporal en el hotel biotermal de Aguas Calientes, en el que se rescataron animales que mayormente estaban heridos con quemaduras o deshidratados y desnutridos. El biólogo Raúl Ernesto Rojas junto con otros voluntarios que trabajan en ese refugio dicen que solo encuentran cuerpos quemados o huesos de los animales, para los vivos dejan algo de comida en el territorio para que puedan alimentarse. Explicó que dejaron de contar, porque eran demasiados. El biólogo con más de 15 años de experiencia en desastres naturales nunca había visto semejante nivel de desastre. Un caso emblema de este refugio es la de la osa bandera Valentina que llegó con las cuatro patas quemadas y que cayó en coma al ingresar al refugio afirma la veterinaria Flora Cecilia Dorado. Temen que después que los incendios paren la gente se olvide de la rehabilitación de los animales.
Se trabajó en el rescate de animales que están parcialmente quemados, deshidratados y desnutridos. Se habla de animales que deambulan en los bosques quemados, lo que facilita su caza ilegal al ser más fácilmente visibles. También se han visto tucanes y otros tipos de animales silvestres que llegan a la ciudad.[cita requerida]

#### Especies amenazadas
Durante el desarrollo del incendio forestal se han planteado diferentes datos referidos a la cantidad de especies afectadas por el evento, durante el desarrollo del mismo y la destrucción de nuevos ecosistemas las cifras se han ido ampliando, hasta fines de septiembre el incendio persistía por lo que los análisis y cuantificaciones realizadas tienen carácter parcial y sujeto a revaluaciones posteriores que pueden arrojar cifras mayores.
Alrededor de 500 especies de animales corren peligro solo en la Chiquitanía. En general más de 1200 especies, entre ellas insectos como las abejas, 43 anfibios, 140 reptiles, 788 aves y 242 mamíferos están sufriendo las consecuencias de este desastre.
Durante los operativos de control de incendios los bomberos han encontrado diferentes evidencias de animales víctimas mortales de los incendios como reptiles y mamíferos carbonizados, así como otros huyendo hacia áreas que no han sido afectadas por los incendios como crías de pumas.
Uno de los animales que más peligro corre es la rana Ameerega boehmei, especie endémica que solo puede ser encontrada en el Bosque Seco Chiquitano (BSC). Se teme que el fuego llegue al territorio de la paraba azul.
En una evaluación realizada por Ciencia Bolivia y el Colegio de Biólogos de La Paz se determinó que alrededor de 1600 especies se perdieron en el incendio: 
- Arácnidos: 19 especies
- Insectos: 340 especies
- Peces: 166 especies
- Anfibios: 76 especies
- Aves: aproximadamente 800 especies
- Mamíferos: 144 especies
- Reptiles: 56 especies[122]

Para Iván Arnold, director ejecutivo de la Fundación Naturaleza, Tierra y Vida (Nativa), los pocos animales que quedaron en la zona de los incendios están destinados a morir porque no tienen fuentes de comida y no tienen agua. Se pueden observar cerdos troperos calcinados que a pesar de ser rápidos no pudieron escapar y esto demuestra lo voraz que llega a ser el fuego, para el la única forma de recuperar la zona es declarar su intangibilidad y evitar la mano del hombre. Para Mónica Negrete, egresada en veterinaria y activista en la zona cree que muchos animales pueden desaparecer pues ya se encontraban en peligro de extinción, cree que el jaguar es el más propenso a desaparecer ya que al no tener manada debe moverse a zonas aledañas para encontrar comida y puede llegar a zonas ganaderas donde puede ser considerado una amenaza.
Se teme que tucanes, parabas o guacamayos que suelen migrar a Ñembi Guasu migren a la ciudad por ya no contar con su hábitat.
Algunas especies cuyos ejemplares han sido identificados como víctimas son:
- Oso hormiguero[113]
- Chancho de monte[113]
- Capibaras[125]
- Jochis[125]
- Corechi[126]
- Tucán[126]
- Chancho tropero[126]
- Tortuga patas rojas[126]
- Serpiente Boyé[126]
- Serpiente brichi[126]
- Loro hablador[126][127]
- Cotorras[126]
- Águila[128]
- Sucha[129]
- Mono chichilo[130]
- Arpía colorida[130]
- Abeja suru (Scaptotrigona postica)[131][130]
- Boa constrictora[132]
- Anaconda[133]
- Paraba azul[134]
- Odontophorus speciosus[134]

Ejemplares de especies cuyo hábitat es amenazado por el incendio
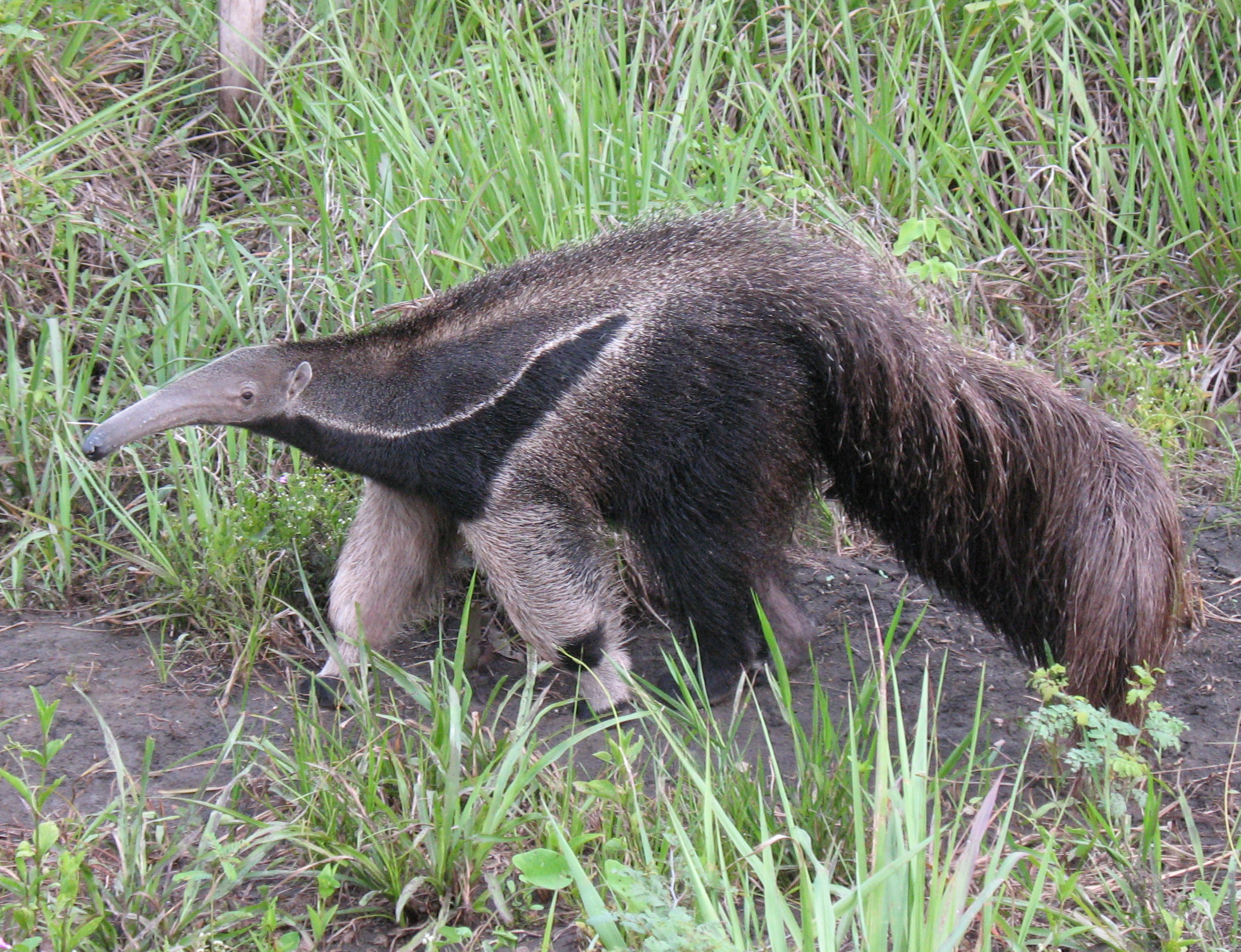
Oso hormiguero
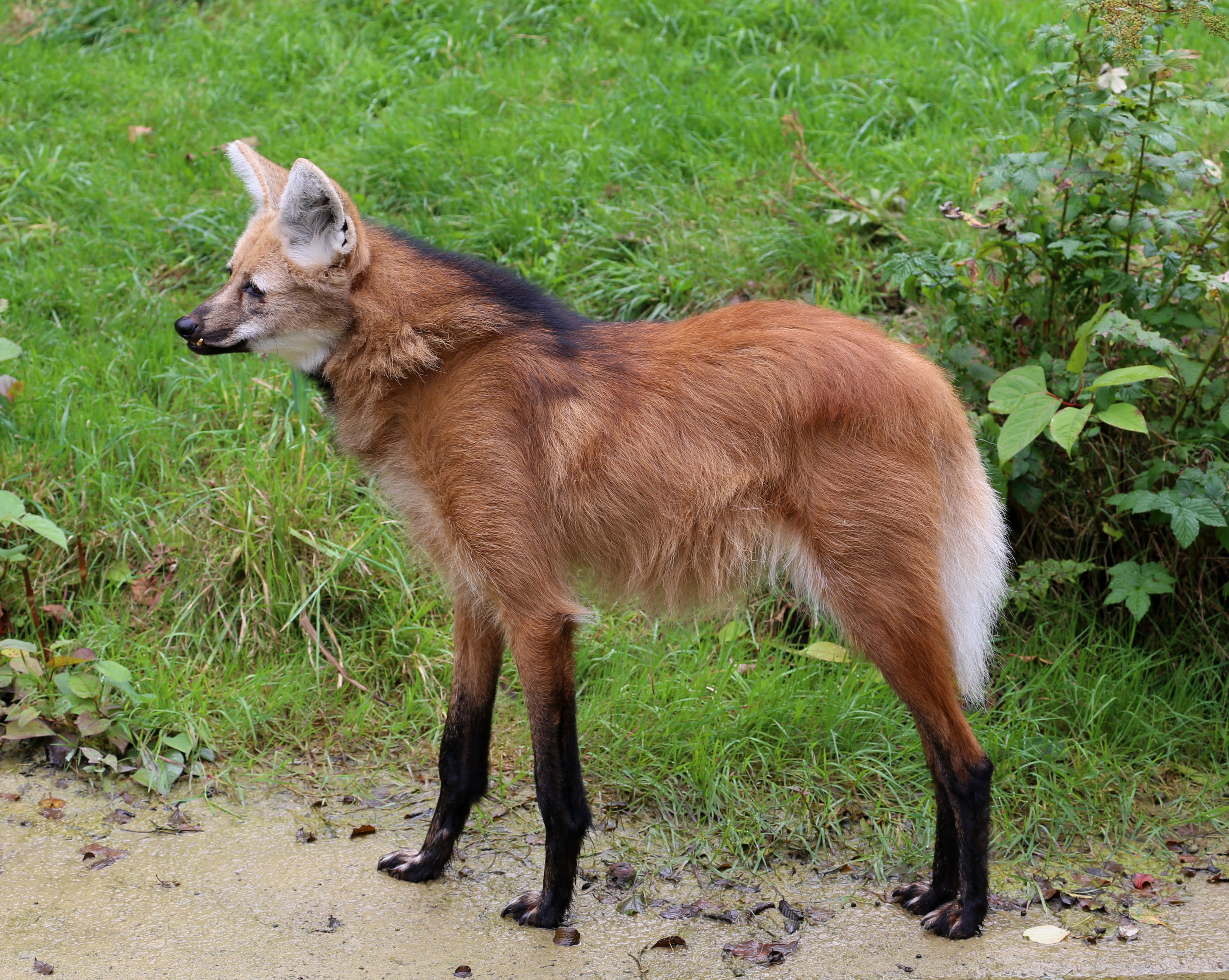
Lobo de crin
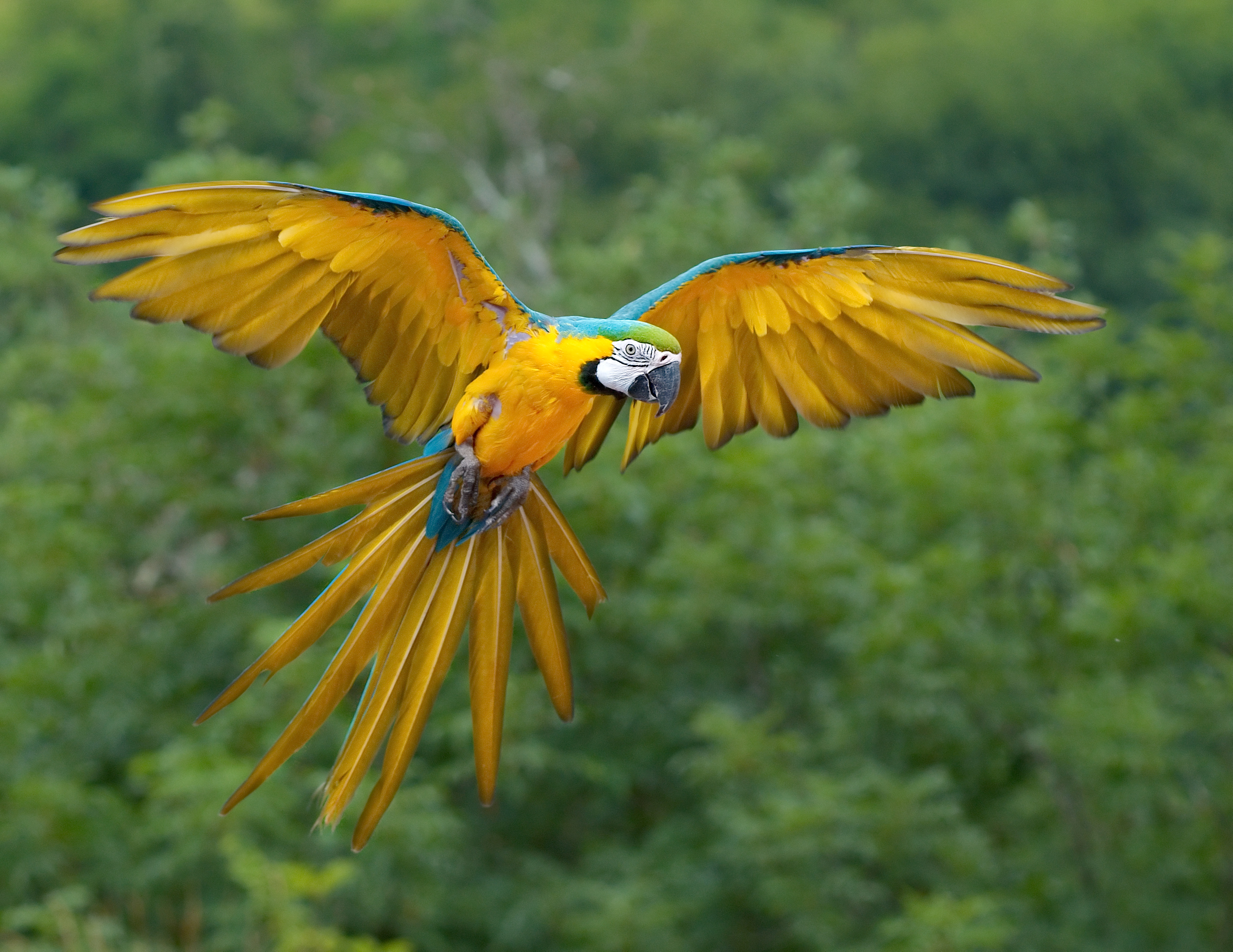
Paraba
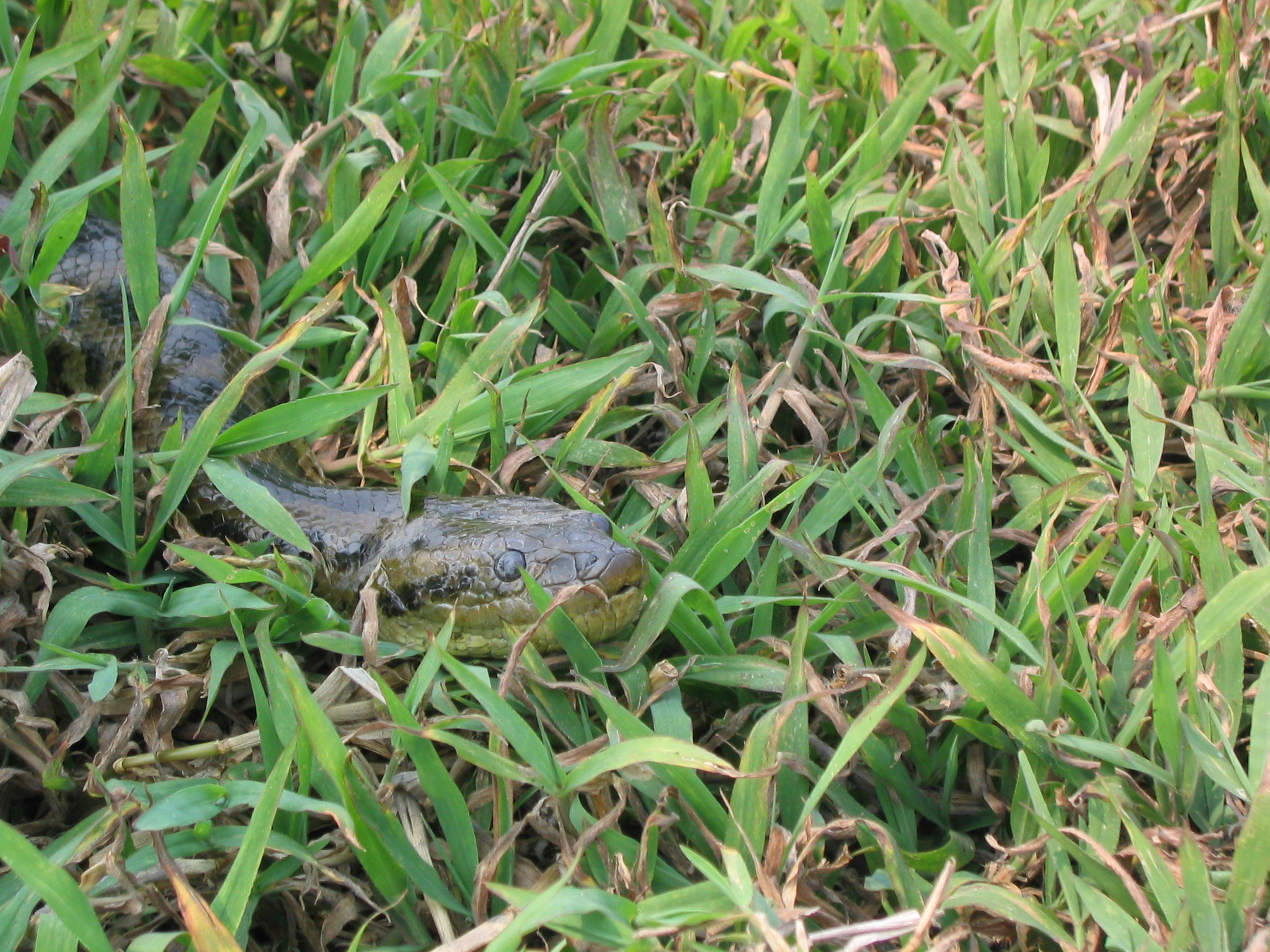
Anaconda
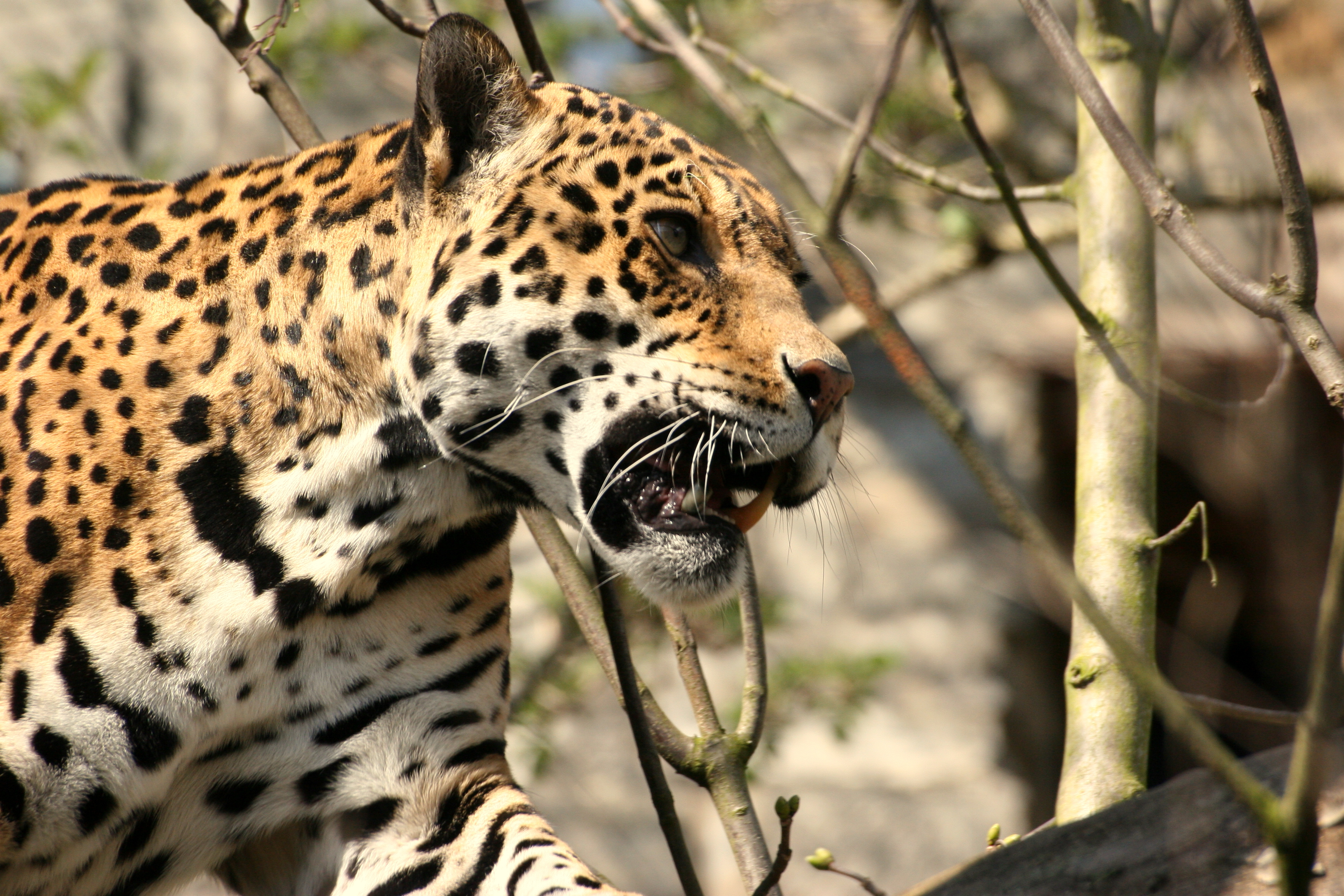
Jaguar
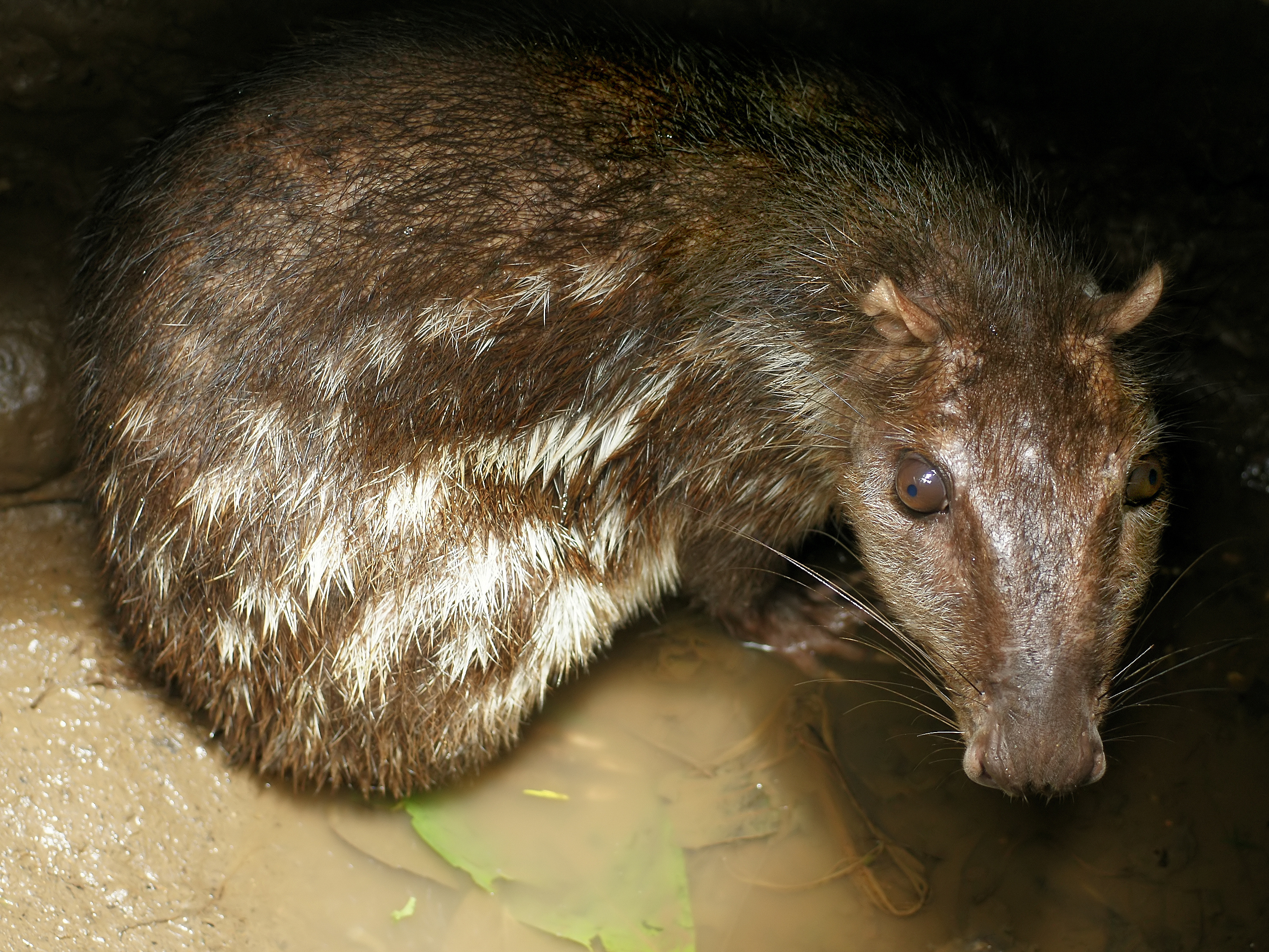
Jochi
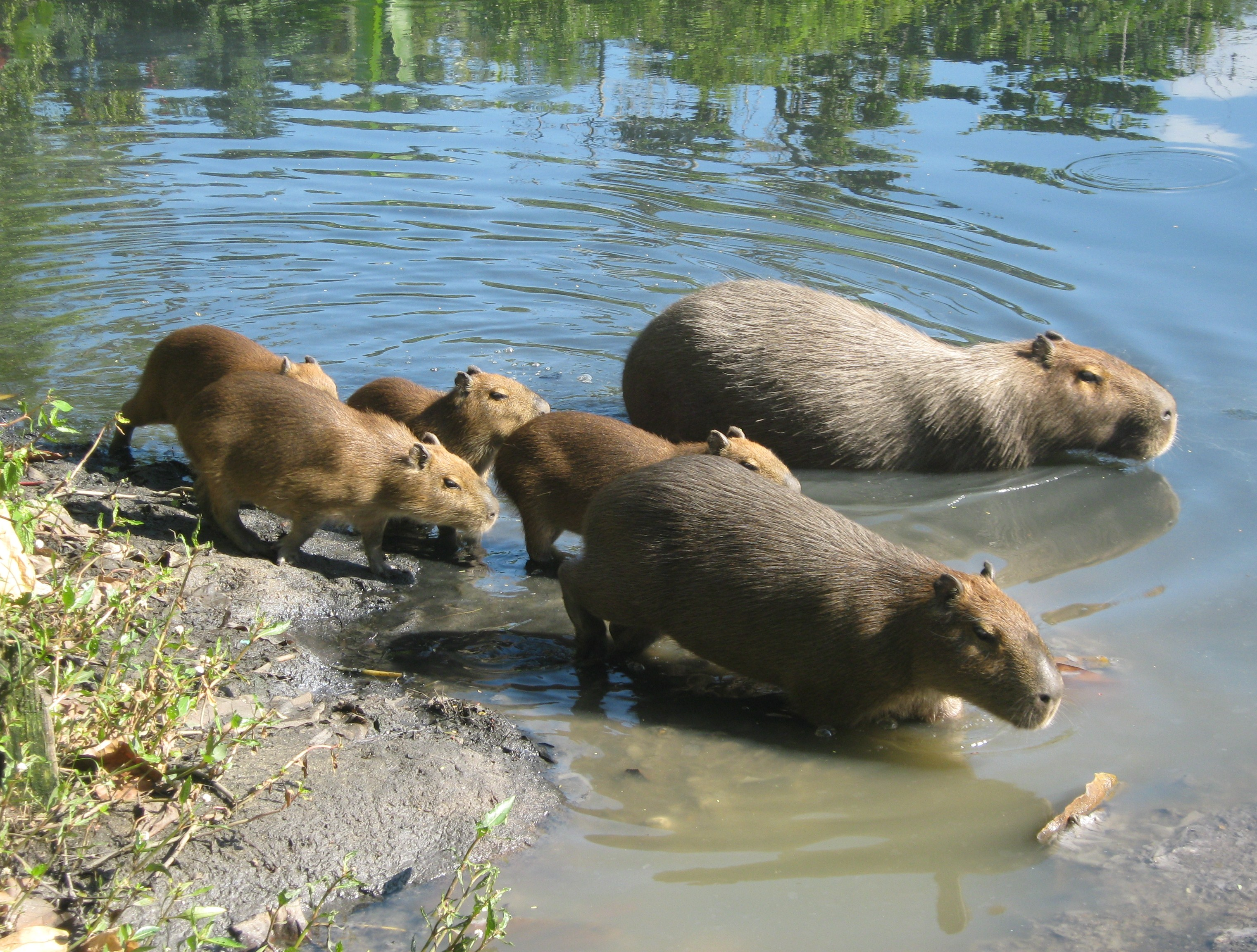
Capibara
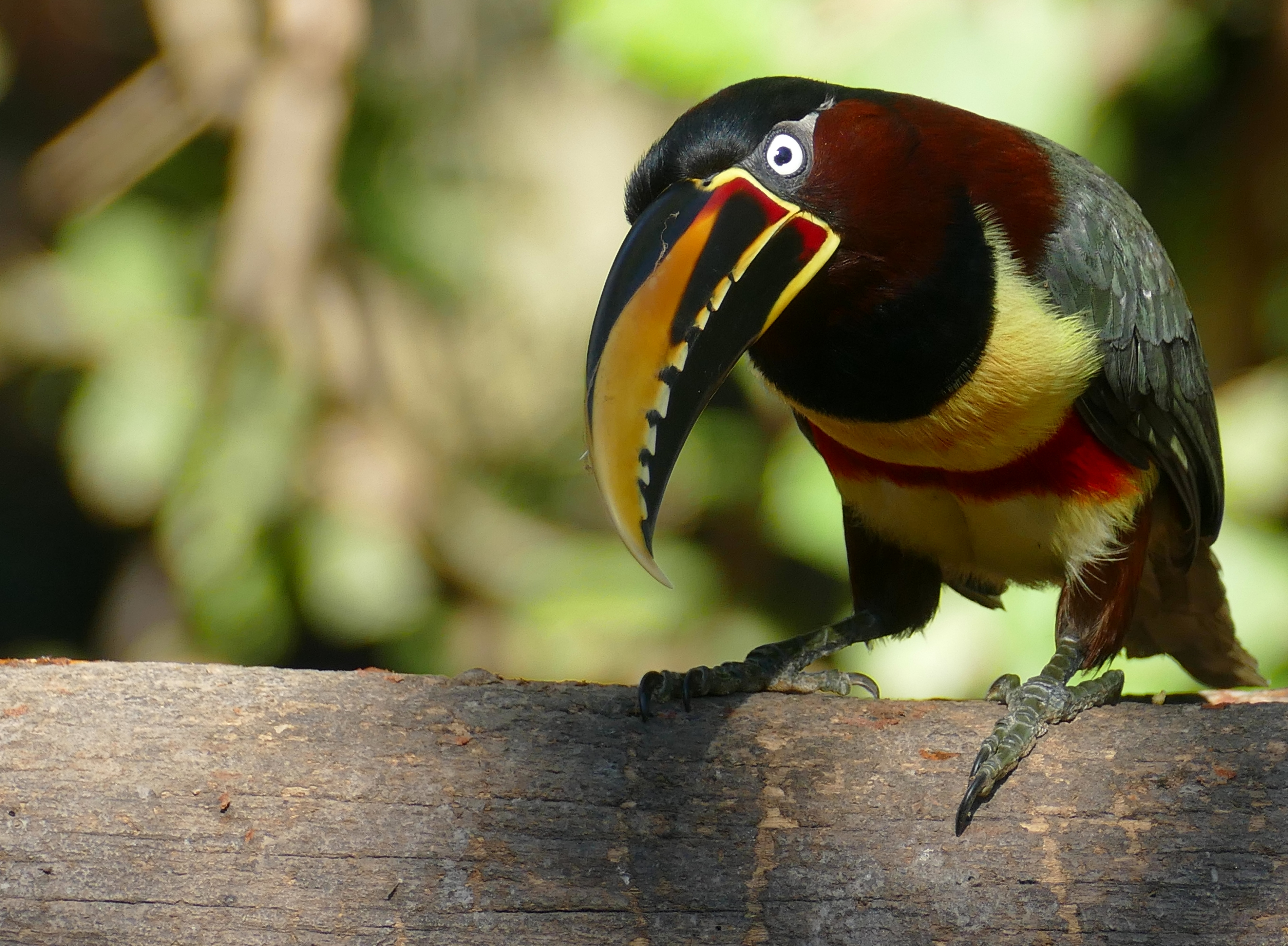
Tucanillo
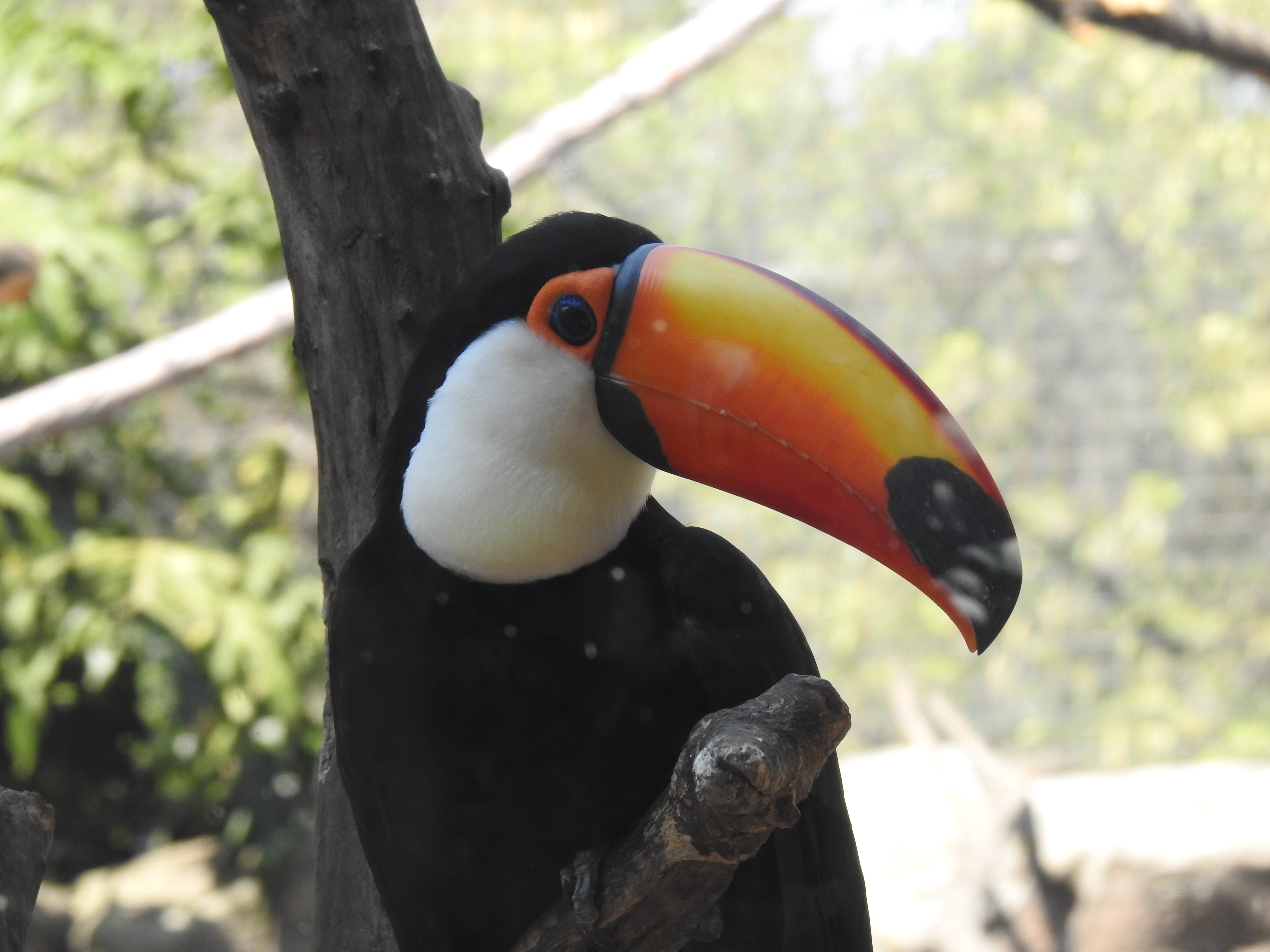
Tucán
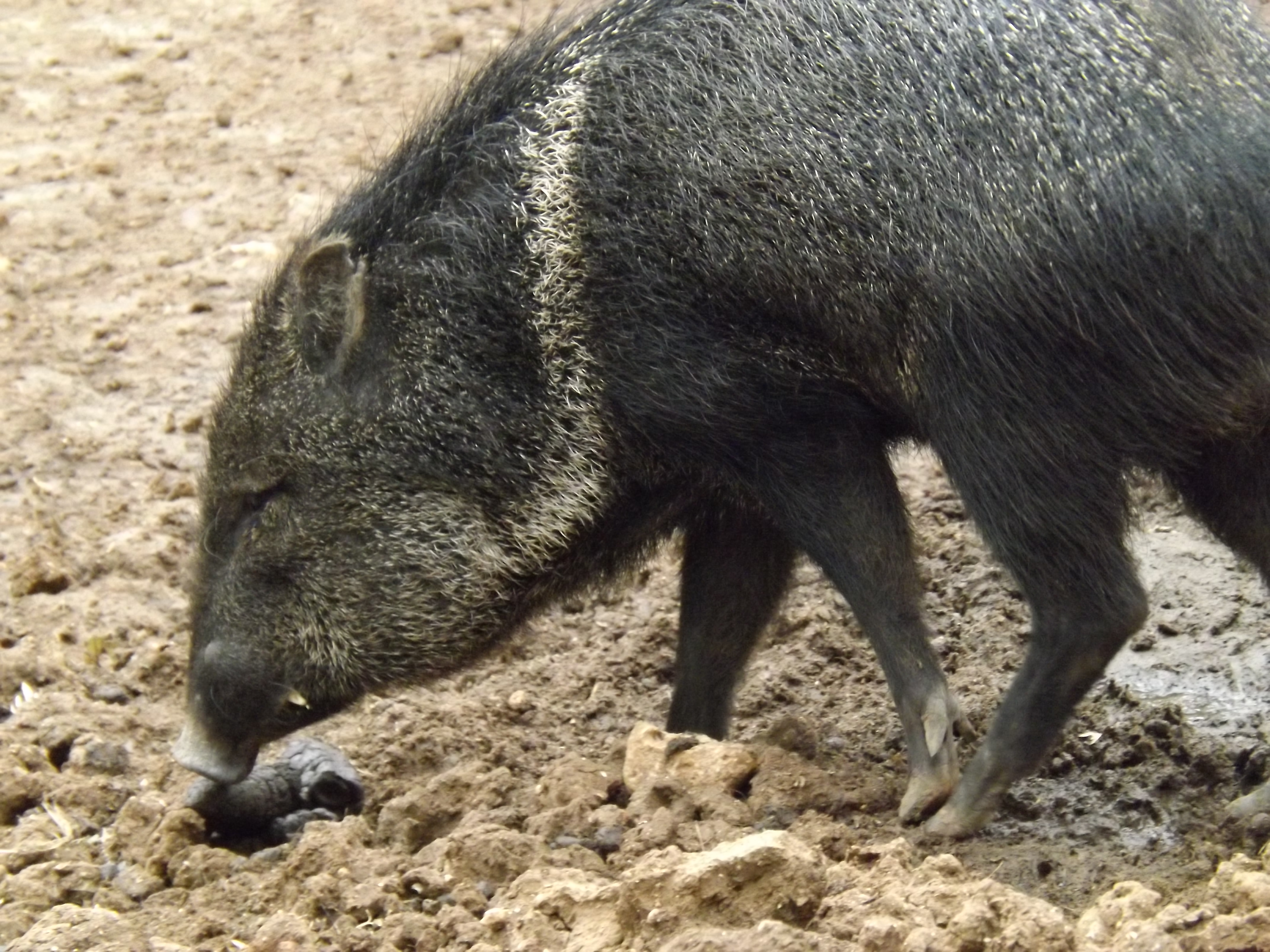
Pecarí
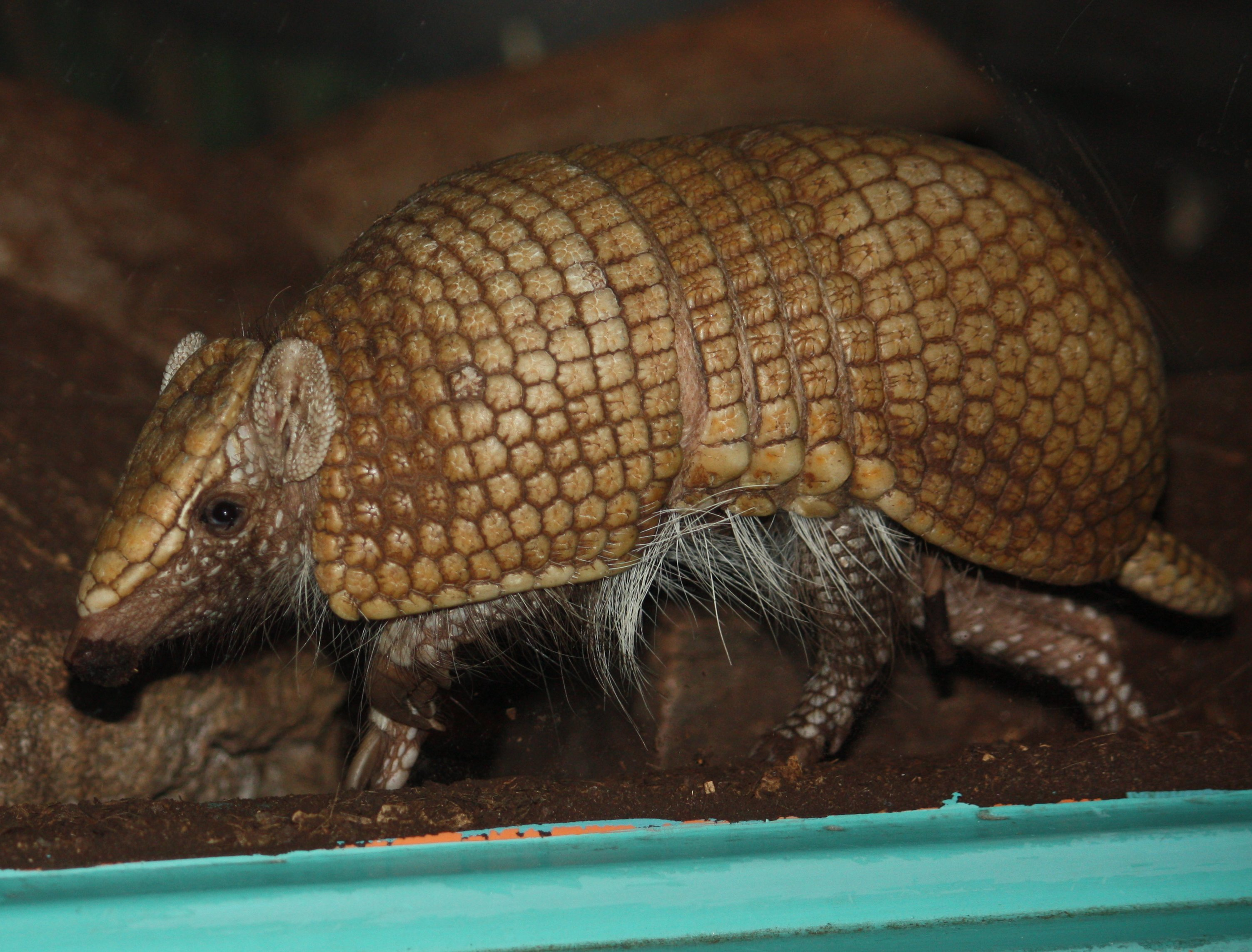
Corechi
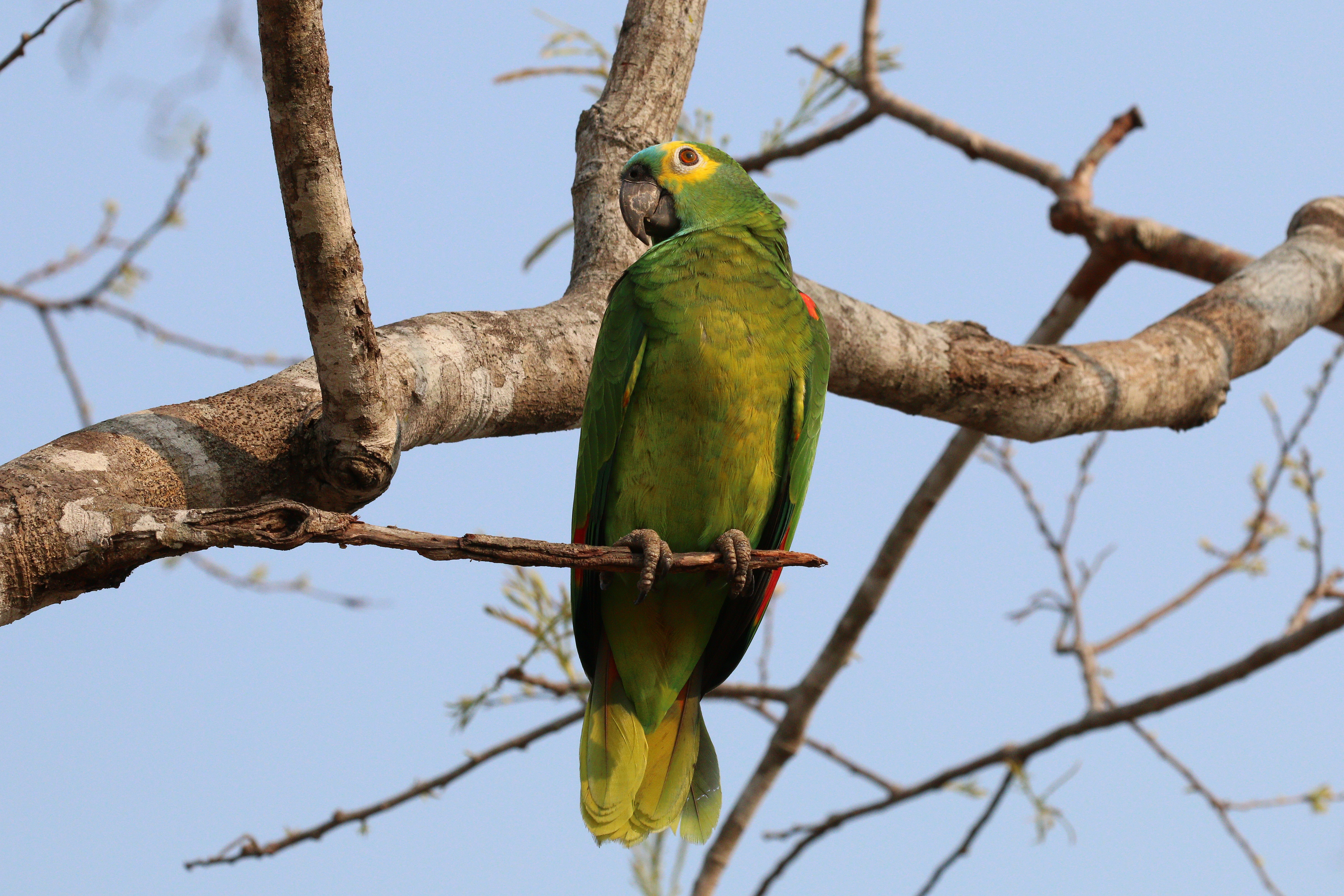
Loro hablador
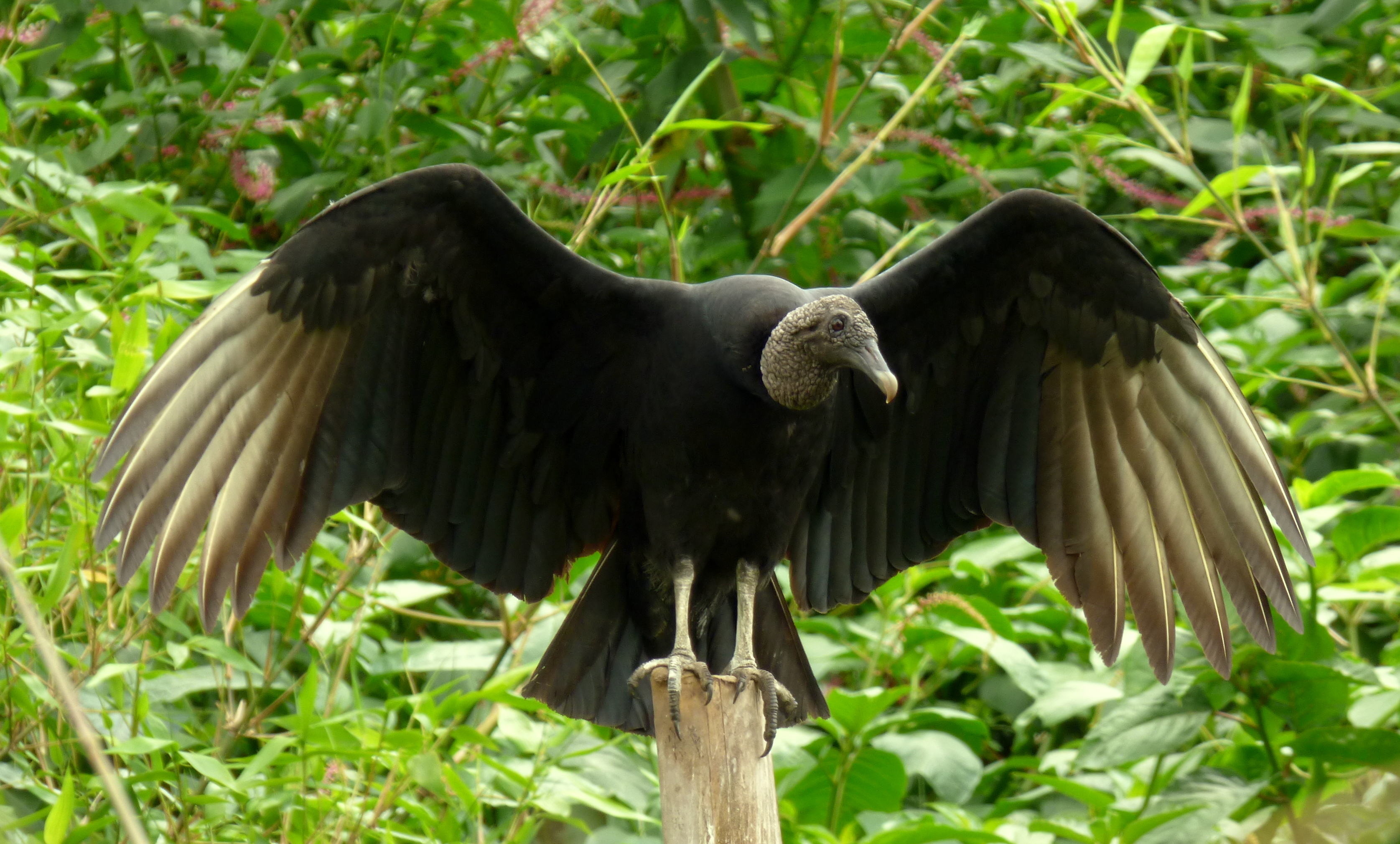
Sucha
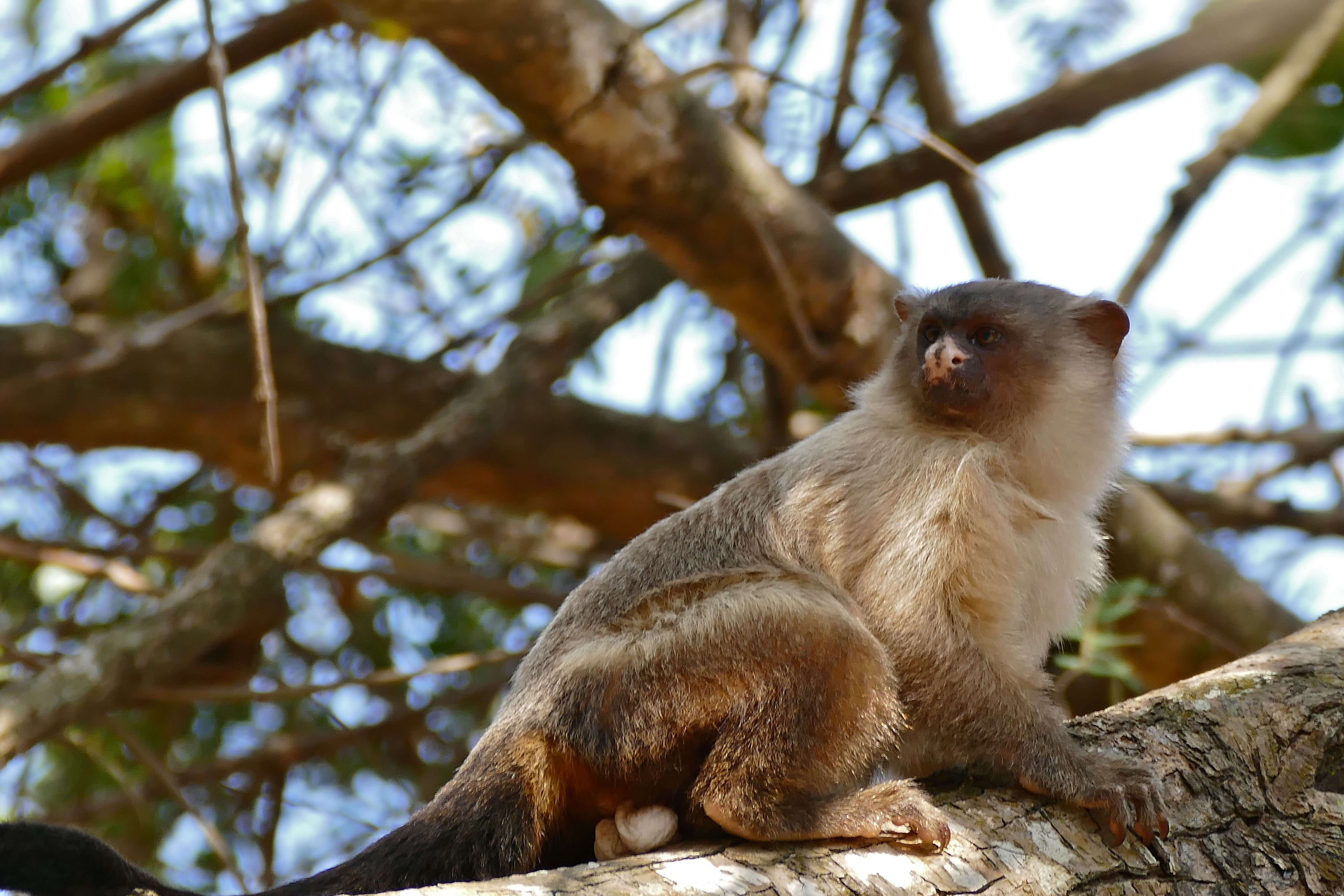
Mono chichilo
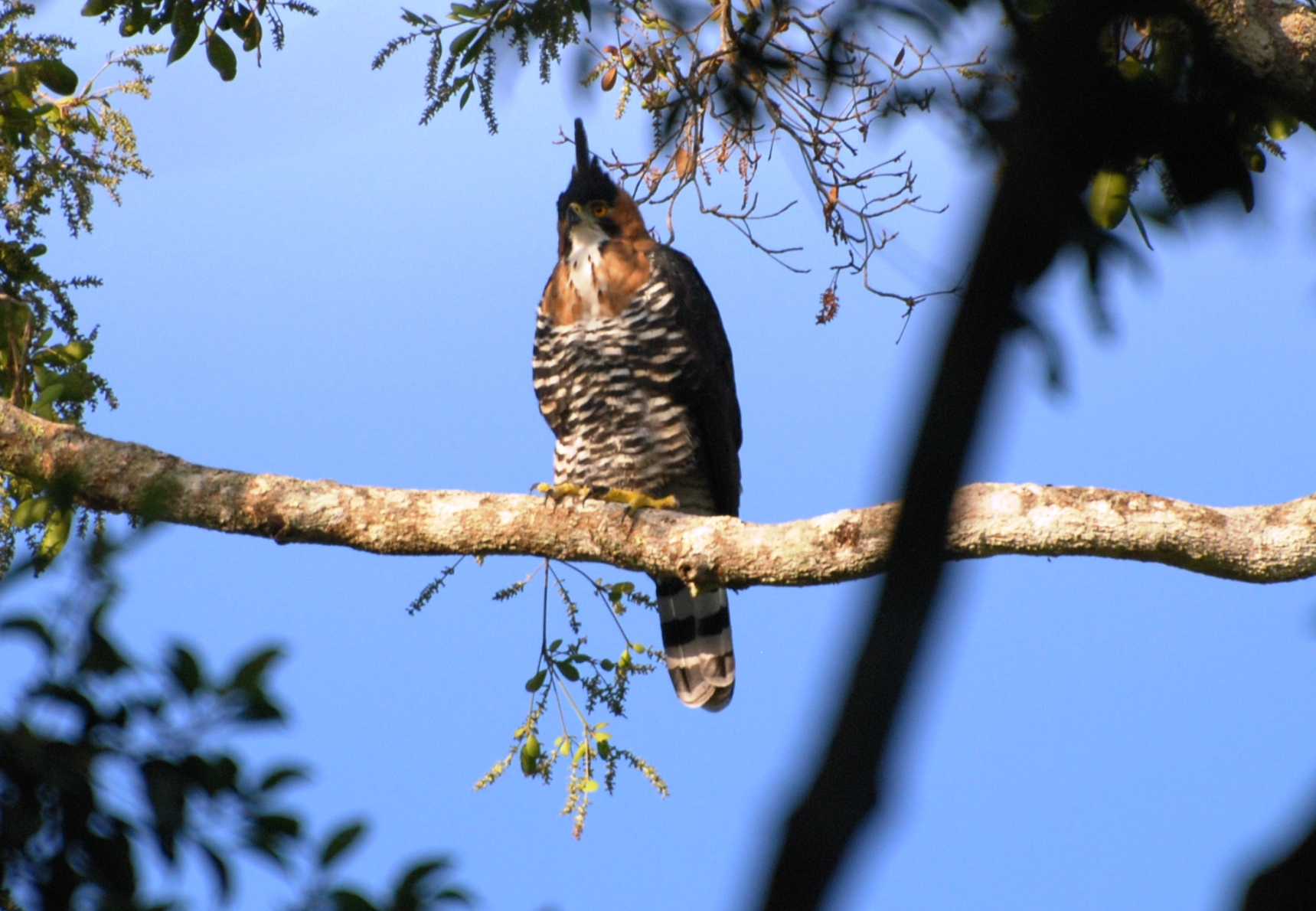
Arpía colorida
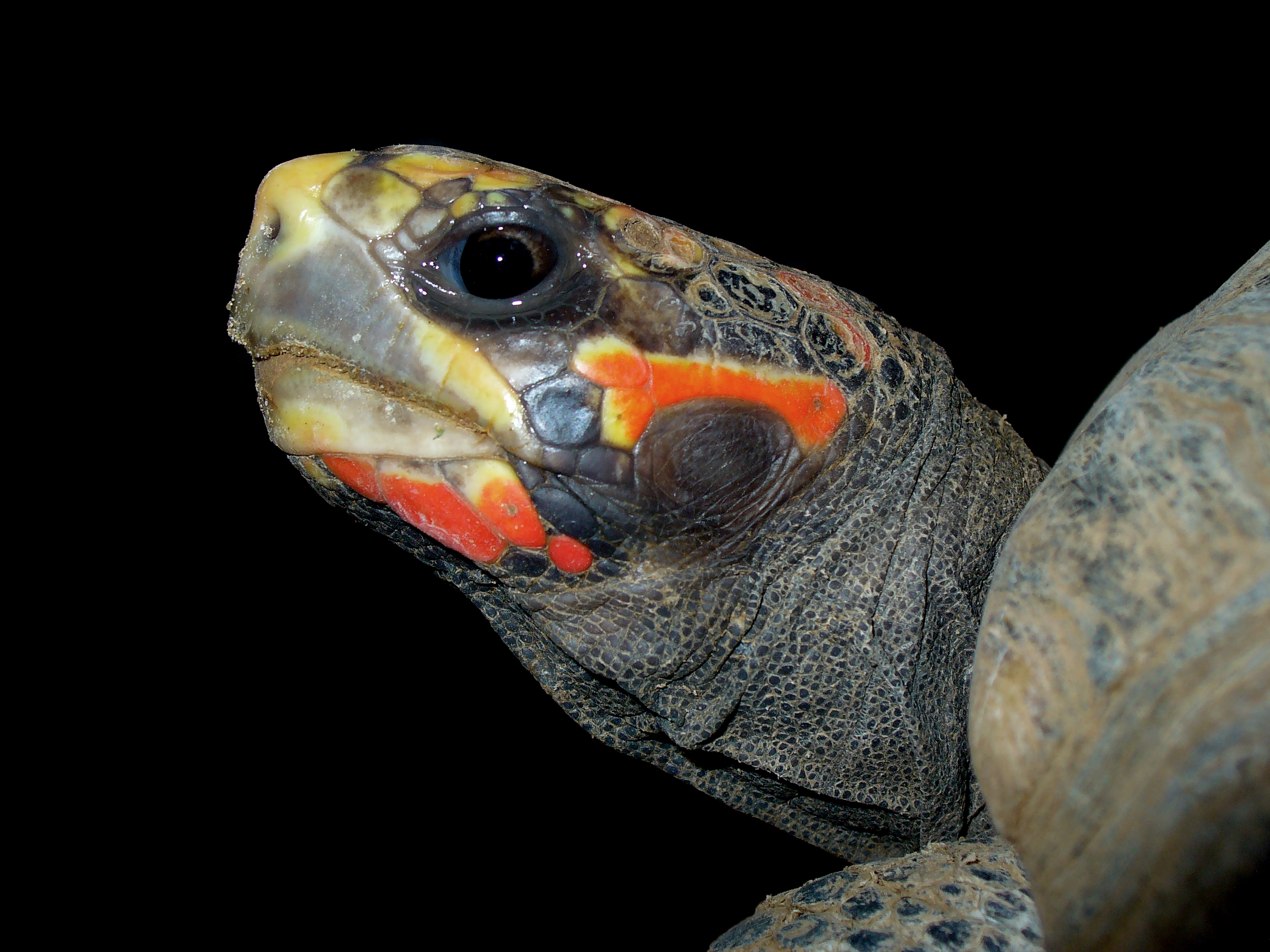
Tortuga patas rojas
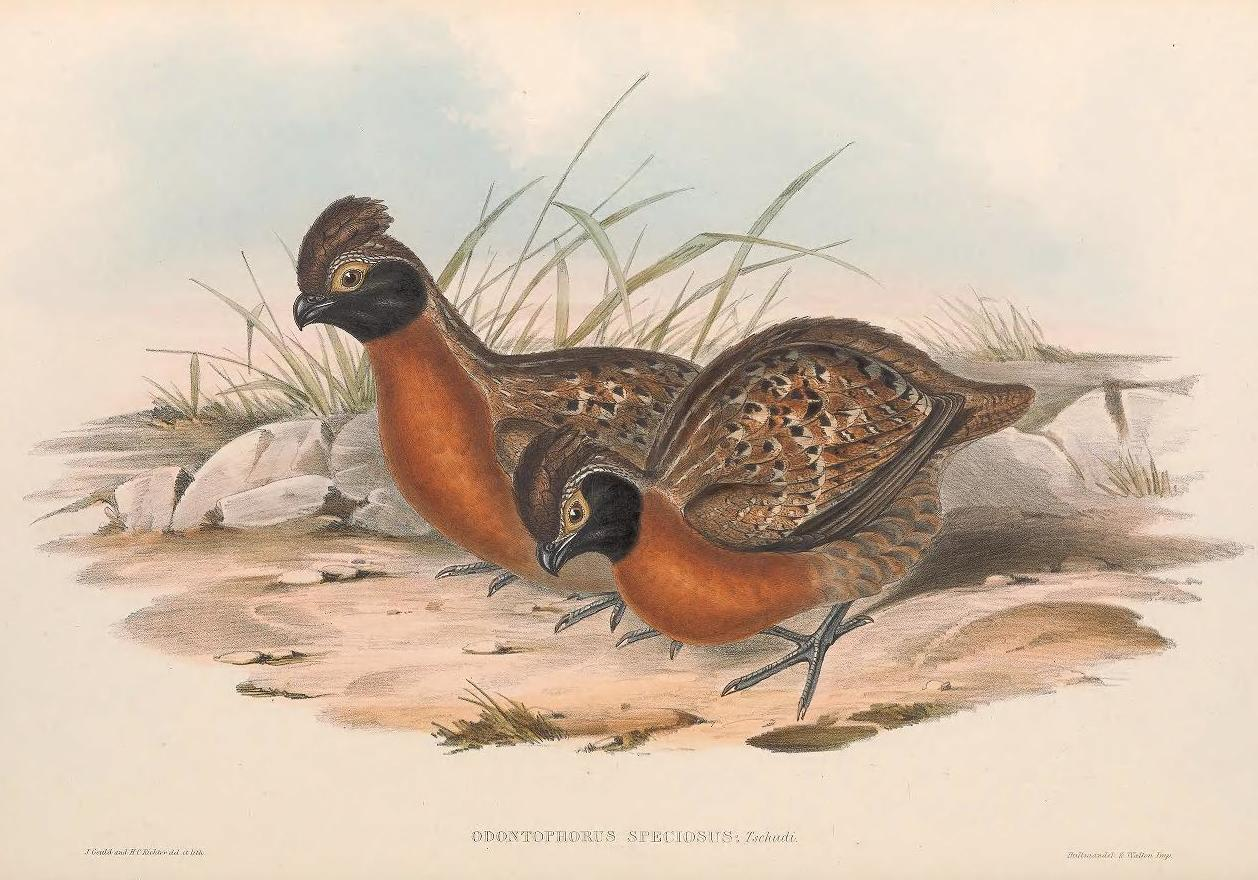
Odontophorus speciosus

#### Flora endémica
Se identifican 55 especies de flora endémica que se hallan en peligro, entre ellas orquídeas, siete especies de maní silvestre, piñas y cactáceas.

### Ganadería
La Cámara Nacional de Comercio de Bolivia anticipó que este desastre reducirá el PIB de este año por la mitad. 300 000 vacas ya se quedaron sin pastura.

### Calidad del aire
Los incendios generaron una emergencia medioambiental particularmente en el municipio de Roboré. Se detectaron niveles de material particulado de hasta 310 microgramos por metro cúbico.

## Reacciones de la sociedad

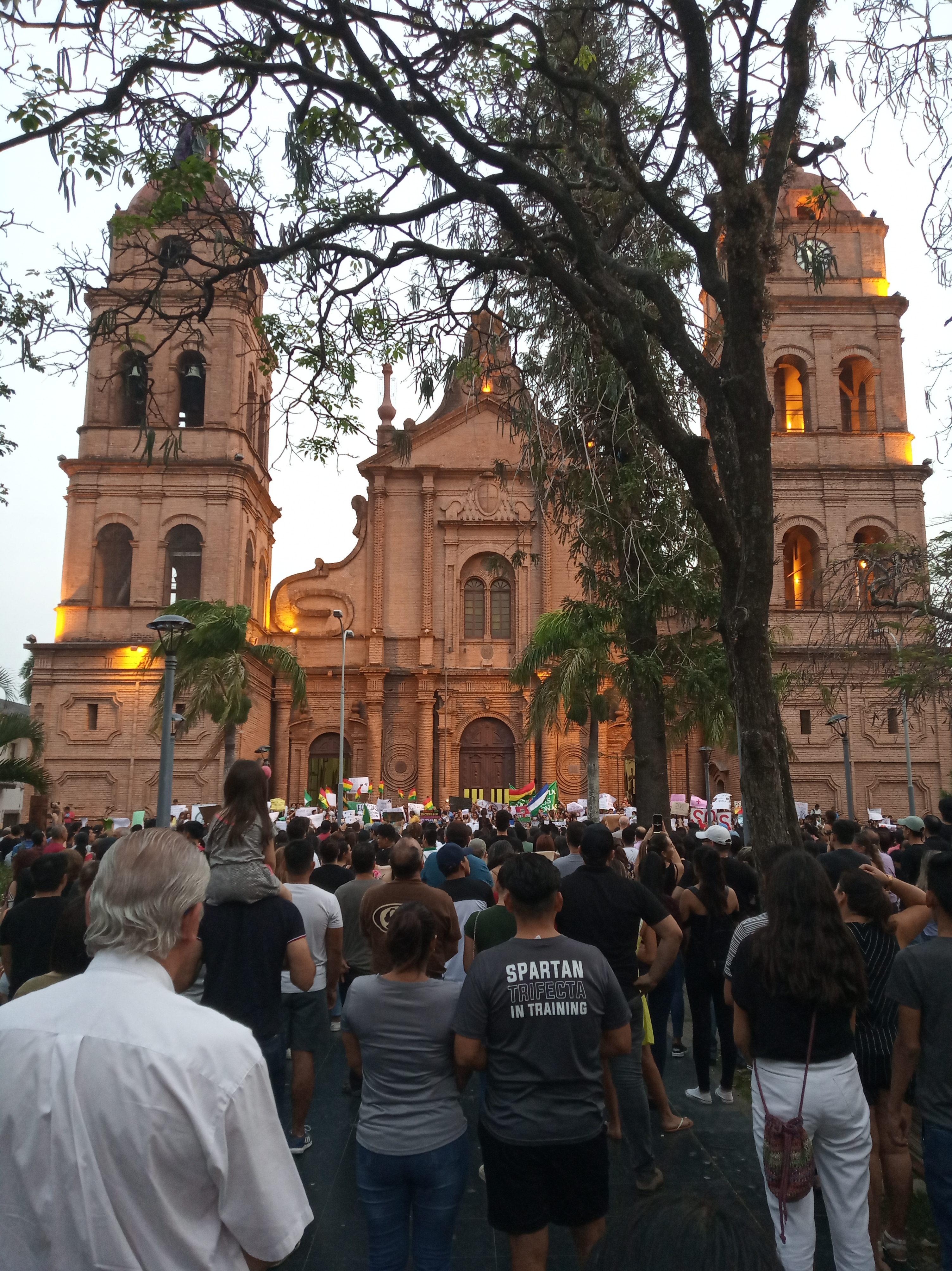
Manifestación en la Plaza 24 de Septiembre, Santa Cruz, 26 de agosto de 2019

### Voluntarios en el territorio
Un contingente de Bomberos de La Paz y Oruro que el 4 de septiembre se embarcó hacia la Chiquitanía regresó después de dos semanas denunciando la falta de equipamiento y maquinaria, explicaron que a pesar de que los aviones lanzaban agua para terminar de mitigar el fuego se necesitaba entrar al territorio, sin embargo al ser un terreno inaccesible o muy distante no se pudo terminar con las acciones. El equipo de 35 personas retornó cargados de problemas en la salud por intoxicación debido al monóxido de carbono.
Charlie Tsai, experto en acupuntura, llegó a la zona a ayudar con esta terapia a los voluntarios y bomberos que están luchando contra el fuego y que sienten fatiga. Se instaló en Concepción junto con 16 de sus estudiantes para ofrecer de manera gratuita alivio a quienes están en las líneas de fuego. Es parte de la Fundación Tsu Chi que brinda ayuda humanitaria en 55 países.

### Sociedad civil y organizaciones
El lunes 19 de agosto la Plataforma de Medio Ambiente y la Vida se declara en emergencia y exigen que:
 1. Se declare estado de desastre nacional para la desburocratización de los recursos y medios, ayuda internacional;
 2. Abrogar la Ley 741 de 2015 y el Decreto Supremo 3973;
 3. Identificar quienes fueron los que permitieron esta normativa forestal;
 4. Prohibir asentamientos en las áreas afectas y promover su regeneración impidiendo que se cambie el tipo de uso de suelo.
La REPAM (Red Eclesial Pan Amazónica), manifestó su preocupación porque la Amazonía está en un punto de no retorno gracias a la intervención del humano sumado al cambio climático.
El Centro de Estudios Jurídicos e Investigación Social (CEJIS) que defiende de las amenazas y vulneraciones a los derechos individuales y colectivos de los pueblos indígena originario campesino, emitió un comunicado en el que rechazan las justificaciones del Gobierno central por las quemas controladas, ya que se considera una vulneración a los derechos de la Madre Tierra.
En representación de la Nación Chiquitana, la Organización Indígena Chiquitana (OICH) manifestó su preocupación por las más de 35 comunidades afectadas directamente que perdieron animales y producción por el fuego que no fue originado por la naturaleza sino por quemas y desmontes, y exige la abrogación de la ley 741 de 2015 y el Decreto Supremo 3973, del 10 de julio de 2019.
Son 21 organizaciones que se manifestaron al respecto en agosto: Unitas, Aprosar, Casa de la Mujer, Cedla, Cenda, Cejis, CER-DET, Ciac, Cidem, Cipca, DNI-B, Fundación Aclo, Fundación Uramanta, IICCA, Indicep, Islap, Kurmi, Mujeres en Acción, Pío XII, Promotur y Semta.
El 9 de septiembre Amnistía internacional manda una carta a Evo Morales pidiendo la abrogración del Decreto Supremo 3973, María José Veramendi Villa investigadora de Amnistía Internacional declaró que las autoridades deberían investigar independiente y científicamente las causas de los incendios antes que hacer declaraciones contradictorias y sin fundamento.
El 15 de septiembre, la unidad de posgrado en desarrollo humano CIDES de la Universidad Mayor de San Andrés en La Paz hace un pronunciamiento titulado «Chiquitanía en llamas» en el que suman voces para que el Gobierno declare desastre nacional, ya que repercute en la naturaleza, en los pueblos indígenas de tierras bajas; critica también cómo las autoridades enfrentan este problema sin tener en cuenta puntos estratégicos para la conservación del patrimonio ni la seguridad alimentaria entre otros.
El Colegio de Biólogos de La Paz, con respaldo de 80 instituciones que la avalan hicieron un pronunciamiento para que el Gobierno declare zona de desastre para viabilizar la ayuda internacional con celeridad. Indican que desde los años 80 se reconoce al territorio que se está quemando como un sitio de importancia para la preservación de la biodiversidad con un alto valor ecológico.
El Consejo Nacional de Defensa de la Democracia (Conade) anunció que se creará un comité impulsor de juicio de responsabilidades contra el Presidente Evo Morales por vulnerar los derechos humanos. Rolando Villena aclaró que esto sería en la próxima legislatura.
En Santa Cruz, el Colegio de Ingenieros Agrónomos de Santa Cruz (Cinacruz), el Colegio de Médicos Veterinarios de Santa Cruz (Comvetcruz), el Colegio de Ingenieros Forestales de Santa Cruz (CIF-SC), el Colegio de Biólogos de Santa Cruz (Colbiocruz) y el Colegio de Ingenieros Ambientales de Santa Cruz (Ciam-SC) en una acción conjunta explican por qué es necesario declarar estado de desastre nacional: el área rural se verá afectada por plagas y enfermedades, el agua empezará a desabastecerse, al igual que la carne creando problemas en la seguridad alimentaria, faltarán productos agropecuarios que pondrán en riesgo las exportaciones de carne, riesgo de enfermedades contagiosas, mortalidad de la fauna.
El 24 de septiembre se llevó a cabo la Cumbre Nacional por la Defensa de los Bosques, una reunión entre activistas y profesionales del área, concluyó en la creación de la Coordinadora Intersectorial en Defensa de la Naturaleza y los Pueblos elaboró con un manifiesto en el que apoyan a la Marcha Indígena por la Vida y en Defensa del Bosque y exigen la declaratoria de desastre nacional, para activar los protocolos de ayuda internacional., la abrogación de la Ley 741, Ley 1098, el Decreto Supremo 3874 y el Decreto Supremo 3973, un juicio de responsabilidades al Presidente, anulación de contratos en el marco de la ampliación de la frontera agrícola, procesar a los autores de los incendios, revertir la dotación de tierras y registrar a los bomberos para un seguro de salud, dotación de equipo y capacitación.

### Protestas
El lunes 26 de agosto, en las ciudades de La Paz, Santa Cruz, Cochabamba, Sucre y Tarija se manifestó la ciudadanía para exigir ayuda internacional, fue la segunda vez que se convocó a la movilización nacional por los incendios.
El jueves 29 de agosto, estudiantes de la Universidad Gabriel René Moreno increpan a las autoridades municipales en Santa Cruz que se encuentran realizando la retreta de los jueves –una fiesta en la plaza 24 de septiembre–, exigiendo celeridad en la ayuda a los incendios pues mientras ellos están de fiesta, el departamento se está incendiando. Se increpó a Angélica Sosa, Presidenta en Honorable Concejo Municipal de Santa Cruz de la Sierra, quien llegó a cruzar gritos con quienes se manifestaban.
El 5 de septiembre el colectivo Mujeres Creando en Santa Cruz echa pintura roja que simboliza sangre y precinta la Cámara de Industria de Comercio y Turismo (CAINCO) y los apuntan como los responsables de los incendios. Sarah Vásquez explicó que se necesita abrogar el decreto 3973, la Ley 741, la anulación de los contratos de exportación de carne a China y la anulación del proyecto del etanol y el biodiésel. El 6 de septiembre en La Paz, Mujeres Creando toma pacíficamente las oficinas de la Autoridad de Fiscalización y Control Social de Bosques y Tierra (ABT), María Galindo reclama la renuncia de Cliver Rocha y lo señala como parte responsable de este desastre. Horas más tarde Rocha es removido de su cargo.
El 10 de septiembre la CIDOB en una asamblea extraordinaria de la Asociación de Cabildos Indígenas de San Ignacio de Velasco convoca a la gran décima marcha de las naciones indígenas contra las leyes y decretos que destruyen nuestra casa grande, que saldrá el 16 de septiembre rumbo a La Paz, exigen que las normas internacionales y nacionales sobre el uso de los suelos y uso de recursos naturales sean aplicados con rigurosidad. Ese mismo día, La Asamblea Extraordinaria de la Cruceñidad, declara desastre nacional ante la negativa del Gobierno Nacional y convocó a un gran cabildo en defensa de la tierra.
El 24 de septiembre residentes bolivianos en Estados Unidos, se acercaron a la asamblea para exigir que en Bolivia se declare desastre nacional.

### Eventos suspendidos
Diferentes actividades que generan ingresos económicos en la zona tuvieron que ser suspendidos debido al desastre:
- El Centro para la Participación y el Desarrollo Humano Sostenible (Cepad) suspendió sus actividades que generan un movimiento mayor a los 300 mil dólares.
- El Festival de temporada de Música Misional y Teatro que se realiza en siete municipios tenía fecha prevista para el 23 y 25 de agosto en la que participan artistas nacionales e internacionales.
- El Festival Posoka Gourmet tenía previsto llevarse a cabo entre el 6 al 8 de septiembre en San José de Chiquitos. Se esperaban a dos mil personas.
- El Festival de la Orquídea, tendría que ser entre el 12 al 14 de octubre, se pospuso.[158]

### Coyuntura política
Con casi tres meses de bosques quemándose, diferentes analistas indican que los incendios dejaron en segundo plano las elecciones presidenciales que se realizan el 20 de octubre. Daniel Valverde, director del Observatorio Político de la Universidad Autónoma Gabriel René Moreno, apuntó a que varios partidos suspendieron su campaña electoral y que la autoridad moral o política de los partidos al abarca este tema está disminuida. El politólogo Franklin Pareja dice que la conciencia medio ambiental en Bolivia es muy baja, explica que cuando la gente se asusta es cuando puede incidir en el voto. Para el ministro de Gobierno, Carlos Romero, la situación no se debe politizar y no cree que haya un costo político en las elecciones. Para Dilma Justiniano Moreno, docente de la UAGRM, los efectos se verán sobre todo en quienes están en la gestión pública, que no han tenido la capacidad de gestionar políticas públicas en este tema.

## Ayuda internacional
El 27 de febrero de 2019 se declaró emergencia nacional mediante el decreto supremo 3812, el cual tiene una duración de 9 meses y permite la ayuda internacional inmediata. En esa ocasión fue emitida por el problema de graves inundaciones que sufrió el país.
CAF -banco de desarrollo de América Latina, Perú y Argentina propusieron ayuda que se hizo efectiva a finales de agosto, cuando el desastre había avanzado. Estados Unidos, el Banco Interamericano de Desarrollo (BID) y la Organización de Naciones Unidades ofrecieron ayuda técnica y económica.
Diferentes organizaciones se comprometieron a donar dinero:
1. La Alianza Bolivariana para los Pueblos de América (ALBA) (1 000 000 US$)
2. Las Naciones Unidas (150 000 US$)
3. La Organización de las Naciones Unidas para la Agricultura y la Alimentación (FAO) (500 000 US$)[162]

### Cooperación y asistencia técnica intergubernamental
- Argentina: Llegaron bomberos de Jujuy[163] que fueron destinados a Roboré, sin embargo su destino fue cambiado a San Rafael, debido a la fallida gestión, los voluntarios tuvieron que dormir en el suelo y se les quiso cobrar la gasolina a precio internacional.[164] Cuando se fueron el 13 de agosto, manifestaron que se fueron tristes de la zona pues ahora es un cementerio de árboles.[165] Algunos se mantuvieron en el territorio con equipamiento especializado.[166] El 27 de agosto partieron Cascos Blancos y militares desde Buenos Aires, Argentina.[167] Sin embargo tuvieron que volver al quedarse varados en la frontera debido a que Bolivia no quiso recibirlos diciendo que ya no eran necesarios, esta información la confirmó el embajador de Argentina en Bolivia Normando Álvarez. Migración enfatizó que el problema venía desde el Ministerio de Defensa.[168]

- Perú: El Gobierno del Perú ofreció ayuda y envió dos helicópteros Mi-17 contraincendios el 28 de agosto de 2019.[169][170]
- Francia: El 7 de septiembre llegaron a Viru Viru 38 bomberos, acompañados por Denis Gaillard, embajador francés en Bolivia, vienen con un cargamento de dos toneladas de equipamiento y drones cuyos pilotos están especializados en reconocer focos de incendios, previamente llegaron seis expertos y un equipo de seguridad civil.[171] Con la ayuda de voluntarios una de las zonas en las que trabajan es en la creación de una brecha que proteja el Parque Noel Kempff.[172]
- Estados Unidos: Donaron 2000 equipos para bomberos, la mitad destinados a las Fuerzas Armadas y el resto distribuido entre bomberos y guardaparques.[173]
- Unión Europea: El 17 de septiembre llegó a Santa Cruz una comitiva que entregó un campamento para 180 personas, los embajadores de Austria, Francia, Suecia, Alemania y de las Naciones Unidas estuvieron presentes. Sofía Westberg, jefa de la misión de expertos de Suecia explicó que sus expertos tienen experiencia pues en su país se vivieron incendios de grandes magnitudes.[74]
- España: El 19 de septiembre bomberos españoles denuncian que las autoridades no hacen lo suficiente para detener el fuego.[174]

### Voluntarios
El voluntario panameño Abelardo Serrano, rescatista de profesión que estuvo en la Chiquitanía colaborando dio a conocer que se movilizó con recursos propios, declaró que la realidad es más grave de lo que se ve en los medios de comunicación. Entró con un equipo boliviano de bomberos voluntarios por la Chiquitania.

## Polémicas

### Ministerio de Culturas y Turismo
La ministra de culturas y turismo Wilma Alanoca declaró el 31 de agosto que ningún territorio de interés turístico o parque natural fue afectado por los incendios.
La Gobernación de Santa Cruz rechazó enfáticamente estos dichos, Paola Parada, secretaria de desarrollo sostenible fijo que el fuego afectó al parque nacional Otuquis, el parque nacional San Matías, la Unidad de Conservación de Patrimonio Natural de Manejo Integrado Las Lomas de Arena, el Parque Noel Kempff, la Unidad de Conservación de Patrimonio Natural La Laguna Concepción, el Refugio de Vida Silvestre Tucabaca, la Laguna Marfil en San Ignacio, las represas Sapocó en Concepción, La reserva Municipal de San Rafael y la Reserva Protegida Municipal Ñembi Guasu de Charagua. Danilo Drakic, arqueólogo y secretario de cultura del Gobierno Autónomo Departamental de Santa Cruz aseguró que existen más de 200 sitios de pinturas rupestres en la zona, el director de Productividad Biosfera Medio Ambiente (Probioma), Miguel Ángel Crespo afirma que este arte existe desde hace 18 mil años y que son una muestra de los primeros pasos de la humanidad en el planeta.
La Cámara Nacional de Turismo de Bolivia (Canotur) determinó que muchas empresas de turismo tuvieron pérdidas económicas pues promocionaban paquetes turísticos en zonas que ahora se encuentran quemadas.
El 16 de septiembre desde el Ministerio de Culturas y Turismo se envió una carta a la Unesco para gestionar misiones de evaluación para un fondo de emergencia a favor del patrimonio material e inmaterial de la Chiquitania.

### ABT
En junio se descubrió que un funcionario de la Autoridad de Fiscalización y Control Social de Bosques y Tierra firmó 2096 resoluciones para el desmonte ilegal de 22 000 hectáreas, generando 6 millones de US$ entre 2015 y 2018, por lo que ocho extrabajadores están investigados. 
La suspensión de los permisos para quemas se dictaminó el 10 de agosto tres días después de que la Gobernación de Santa Cruz lanzara la alerta roja por los fuertes incendios, aunque siguieron entregando permisos hasta el 15 de ese mes. Posteriormente se contradijeron cuando el 27 de agosto ampliaron el plazo de planes de desmonte y autorizaciones de quemas en Santa Cruz a pesar de que el mismo presidente emitió la orden de pausa ecológica.
El 6 de septiembre Cliver Rocha, director de la Autoridad de Fiscalización y Control Social de Bosques y Tierra (ABT), fue destituido de su cargo, después de que el colectivo feminista Mujeres Creando tomaran pacíficamente sus instalaciones exigiendo su renuncia por ser uno de los responsables de que se amplíen los permisos de quema controlada; en su puesto asumió Omar Quiroga.

### Posición de agroindustriales y ganaderos
El 29 de agosto agroindustriales y ganaderos de Santa Cruz y Beni pidieron no abrogar el Decreto Supremo 3973 y la Ley 741, para no parar con las quemas controladas y desmontes. Marcelo Pantoja de la Asociación de Productores de Oleaginosas y Trigo (Anapo) explica que pedir eso sería atentar contra el desarrollo del país, el líder ganadero Javier Landívar apunta que esas leyes no son las causantes de los incendios.
Alcides Vadillo, investigador de la Fundación Tierra, teme que si se confirman las 1400 resoluciones de autorización, 2 500 000 hectáreas estarían habilitadas para el desmonte ya que dejarían de ser áreas de producción forestal para convertirse a la producción agroindustrial.

### Acusaciones sobre causantes de los incendios
El Ministro de presidencia Juan Ramón Quintana apuntó a la oposición como responsable de incendiar deliberadamente la zona de San Lorenzo, para atacar al Gobierno.

Carlos Romero, ministro de Gobierno, afirmó que se iniciaron procesos contra 5 personas que iniciaron incendios. En una entrevista aseguró que existen personas de nacionalidad chilena detrás del fuego:

«Nosotros tenemos cinco casos de investigación cerrados y hay otro caso que vamos a abrir inmediatamente, hay gente que habría provocado de manera deliberada las quemas, no podemos decir que son colonos o son comunarios, tenemos inclusive gente de nacionalidad chilena involucrada en un caso de San José de Chiquitos».

Víctor Borda, presidente de la Cámara de Diputado afirmó:
«No queremos prejuzgar, pero, lamentablemente, al parecer (existen) algunas personas, activistas, que están utilizando y están provocando estos incendios con fines políticos y eso es un crimen, están matando la biodiversidad».
En una reunión con el presidente Evo Morales el 3 de septiembre, la Coordinadora Nacional para el Cambio (CONALCAM) institución afín al Gobierno, acusó a brasileros y menonitas de ser los responsables. En el mismo comunicado dicen que irán a Roboré a una manifestación en defensa de la Madre Tierra, días después deciden no hacerlo.
«Denunciamos que la extranjerización de la tierra, a manos de menonitas y brasileños. Es la que trajo esa lógica industrial que hoy provoca el desmonte a costa de la vida y que los intentos de culpar a las comunidades oculta que más del 90 por ciento de las tierras en desmonte en el país terminan en manos empresariales».
Bomberos y voluntarios denunciaron que mientras ellos apagan el fuego por detrás vienen colonos a encenderlo de nuevo, se encontraron latas de alcohol y muchos voluntarios se fueron decepcionados porque incluso uno de los comunarios reclamó a los bomberos por apagar el fuego ya que luego lo volvería a encender, además mencionaron sentirse hostigados, ser vigilados en las reuniones y perseguidos en motocicletas. Henry Nina, dirigente de los Interculturales, negó rotundamente las acusaciones y apuntó hacia los ganaderos y agroindustriales. Germaín Caballero, alcalde de San José de Chiquitos aseguró que campesinos que llegaron de Yapacaní, San Julián, Cuatro Cañadas, son los causantes de los incendios.
Bomberos españoles denunciaron que el fuego es provocado con fines de explotar la tierra, con la intención de vender carne y soja a China, y que las autoridades no están haciendo todo lo posible para apagar el fuego.
Se denuncia que existen personas que toman ventaja de la situación para quemar tierras porque saben que el gobierno no va a tomar ninguna sanción y que habrá un «perdonazo» en algún momento en el futuro, para que puedan tomar legalmente la tierra que quemaron. Con base en lo que ya pasó en el pasado, es muy posible que suceda.

### Denuncias sobre donaciones
La Administración de Aduana retuvo material traído desde el exterior por una persona que aterrizó en el aeropuerto de Viru Viru, quien afirmaba que era para donación. Willan Castillo, gerente regional de Aduana, recalcó que según el Art. 197 del D.S. 25870, las donaciones deben ser consignadas a una entidad pública o privada, para que no tengan que pagar impuestos o hacer algún trámite.
La Policía Boliviana devolvió 20 equipos para bomberos al considerarlos insuficientes. Igor Echegaray, comandante departamental de la Policía, explicó que ellos trabajan con su propio equipo aunque esperan que el Estado les de equipos necesarios.

### Asentamientos y talas irregulares
El Ministro de Desarrollo Rural y Tierras, César Cocarico, dijo que los asentamientos en la Chiquitanía –1000 según el INRA– son para garantizar la seguridad alimentaria en Bolivia, sin embargo la Función Económica Social (FES) indicó que si es que hay una función alimentaria se refiere a pequeñas producciones de maní, lo que se pudo verificar es que en lugares que deberían haber 40 personas solo hay tres o cuatro que tienen el territorio talado cuando no tienen permiso para esta actividad.

### Rechazo del Estado a la cooperación internacional
El Vicepresidente Álvaro García Linera manifestó que la solicitud de ayuda internacional sería lo mismo que declarar desastre nacional, y que la ayuda internacional es lenta, reducida y temporal. Aseguró que más de 4000 efectivos de las Fuerzas Armadas y 2000 de la Policía fueron movilizados, también se contrataron aviones, helicópteros y otros vehículos para enfrentar los incendios. Rechazó la declaratoria del Comité Cívico pro Santa Cruz, aseverando que en Bolivia existen los recursos para resolver el tema y que declarar desastre nacional no sirve de nada, solo tendrá un costo político.
Jaime Durán, viceministro de Presupuesto, aseguró que Bolivia tiene los recursos necesarios para sobrellevar los gastos del incendio apuntando que desde el 2006 Bolivia puede hacerse cargo de sus problemas.

### Declaraciones en reuniones internacionales
El 24 de septiembre el presidente Evo Morales se encontró con sus pares internacionales en el 74 periodo de sesiones de la Asamblea General de la Organización de las Naciones Unidas (ONU) dijo que en los incendios se movilizó todos los recursos posibles, sugirió a las autoridades dejar un mundo más justo y que las causas del cambio climático se deben al capitalismo y el mercantilismo apuntando a las empresas transnacionales que controlan los alimentos, el agua, los recursos no renovables, las aguas, la tecnología y los datos personales de la gente. Se lo acusó de usar el mismo discurso en cuanto a medio ambiente cuando desde 2011 existen normativas en contra de la madre tierra. Pablo Solón señaló que su discurso está devaluado en cuanto a la incongruencia con sus acciones, cuando señala a los países desarrollados como causantes del efecto invernadero se olvida que no está cumpliendo con el Acuerdo de París. Según Leonardo Tamburini, investigador del Centro de Estudios Jurídicos e Investigación Social (Cejis) el modelo de desarrollo del Gobierno en Bolivia es totalmente contrario a la protección de los derechos de la madre tierra, que responden al modelo extractivista capitalista. Acusa al mandatario en construir el eslogan pro madre tierra para el exterior, pero en su programa de gobierno no existen medidas concretas en favor de la naturaleza. 
Entre las acciones que contradicen el discurso del presidente están: Siete norma que afectan al medio ambiente, la aprobación de 1400 asentamientos en áreas forestales, la exploración hidrocarburifera e implementación de hidroeléctricas en áreas protegidas, la explotación de minería en zonas forestales, la ampliación de la frontera agrícola que responden a la producción de biocombustibles, carreteras que destruyen ecosistemas, autorización de uso de transgénicos y las políticas que afectan a los pueblos indígenas que ocupan los territorios afectados.

### Otras declaraciones
El diputado Gonzalo Barrientos apuntó a que el Ministerio de Comunicación gastó 2 767 962 Bs en spots de propaganda que muestra las acciones que se hacen con los incendios, junto con analistas critican estas medidas dado que los voluntarios no tienen recursos para sofocar el fuego.
El dirigente afín al Gobierno, Pedro Vare, culpó a los medios de magnificar el tema alegando que es un tema que se dan todos los años y que se están tomando las medidas para luchar contra el fuego.
El Presidente de Bolivia, Evo Morales reivindicó la preservación del medio ambiente en el marco del acuerdo de París, que busca reducir las emisiones de gases de efecto invernadero para combatir el calentamiento global. Sin embargo Cecilia Requena, candidata a senadora, explicó que no existen planes para que el Gobierno cumpla los compromisos del acuerdo de París que se dieron en la COP23 den Bonn, Alemania en la que aseguran que reducirán la deforestación y que en 2017 se ratificó. Este compromiso se contradice con la Agenda Patriótica que plantea la expansión de la frontera agrícola en 10 millones de hectáreas hasta 2025. Gonzalo Colque, presidente de Fundación Tierra, afirmó que el territorio que se quemó responde a esta iniciativa.
Para el biólogo Marco Octavio Rivera que el presidente hable de la etapa post incendio es desafortunado, recomienda a las autoridades contactarse con universidades, institutos de investigación, guardaparques que trabajan décadas en el tema de preservación de los bosques en vez de hacer reuniones tan poco técnicas, sobre todo, con los causantes de los incendios: los sindicatos de colonos, corporaciones de desarrollo, federaciones de ganaderos y agroindustriales.